# Wallis-et-Futuna
Pour les articles homonymes, voir Wallis et Futuna (homonymie).
Wallis-et-Futuna  (en wallisien et en futunien : ʻUvea mo Futuna) ou les îles Wallis et Futuna, en forme longue le territoire des îles Wallis et Futuna, est une collectivité d'outre-mer française de l’hémisphère sud, formée de trois royaumes coutumiers polynésiens. Son chef-lieu est Mata-Utu. Ses codes postaux et Insee commencent par 986.
Wallis-et-Futuna est situé dans l'océan Pacifique, en Océanie lointaine. Les territoires les plus proches sont les Tonga (île de Niuafoʻou, 250 km) au sud, les Fidji au sud-ouest (île de Qelelevu, 225 km), les Samoa à l'est (380 km), les Tuvalu et Tokelau au nord. C'est un des territoires français les plus éloignés de la France métropolitaine, à 16 000 km. Il se situe en outre à 8 000 km de Los Angeles et à 4 000 km de Sydney, à 1 900 km de la Nouvelle-Calédonie et à 2 900 km de Tahiti.
Le territoire est constitué de trois îles principales qui forment deux archipels distants de 230 km : Wallis (77,9 km2) d'une part et, d'autre part, les îles Horn, à savoir Futuna (46,3 km2) et Alofi (18 km2), séparées par un chenal de 1,7 km. La superficie de l'ensemble est de 142 km2 pour 11 151 habitants en 2023.
Peuplées par des Austronésiens de civilisation Lapita, qui devinrent des Polynésiens, les îles Wallis et Futuna se retrouvent dans l'aire d'influence tongienne au XVe siècle. Les îles Horn sont abordées en 1616 par des navigateurs néerlandais, Willem Schouten et Jacob Le Maire. Ils leur donnèrent le nom d’« îles de Hoorn », du nom de leur port d'attache. L’île de Wallis (en wallisien : ʻUvea), porte le nom du capitaine Samuel Wallis, le premier navigateur occidental qui l'aborde en 1767.
C'est seulement en 1837 que des missionnaires maristes convertissent les deux îles au catholicisme. Administrée par la France dans le cadre d'un protectorat français à partir de 1888, la population locale choisit de faire des îles un territoire d'outre-mer en 1959 à la suite d'un référendum. Ce choix est effectif en 1961. La collectivité est dotée d'un statut protecteur reconnaissant les chefferies traditionnelles et la religion catholique, ce qui en fait l'un des territoires ultramarins les plus originaux au sein de la République française.
Toutes ces îles, au relief volcanique et aux côtes très découpées, protégées par une ceinture de récifs coralliens, sont difficiles d’accès par la mer. Wallis est desservie par un appontement situé à Mata-Utu ; celui de Futuna se trouve dans l'anse de Sigave ; ces îles sont également dotées d'un aéroport à Wallis (aéroport de Wallis-Hihifo) et d'un aérodrome à Futuna (aérodrome de Futuna Pointe Vele).

## Géographie

### Localisation

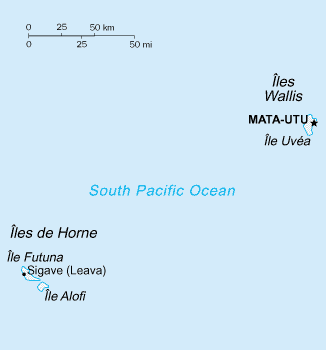
Carte de Wallis-et-Futuna

Wallis-et-Futuna est situé dans l'océan Pacifique, en Océanie, dans l'aire culturelle de la Polynésie. Cette collectivité d'outre-mer française a des frontières avec cinq États : la Nouvelle-Zélande, via l'archipel des Tokelau au nord ; les Samoa à l'est, les Tonga au sud-est (archipel des Niuas), les Fidji au sud-ouest, et avec les Tuvalu au nord-ouest.

Wallis-et-Futuna possède 106 km de côtes au total. Elle possède une zone économique exclusive d'une superficie de 256 745 km2.

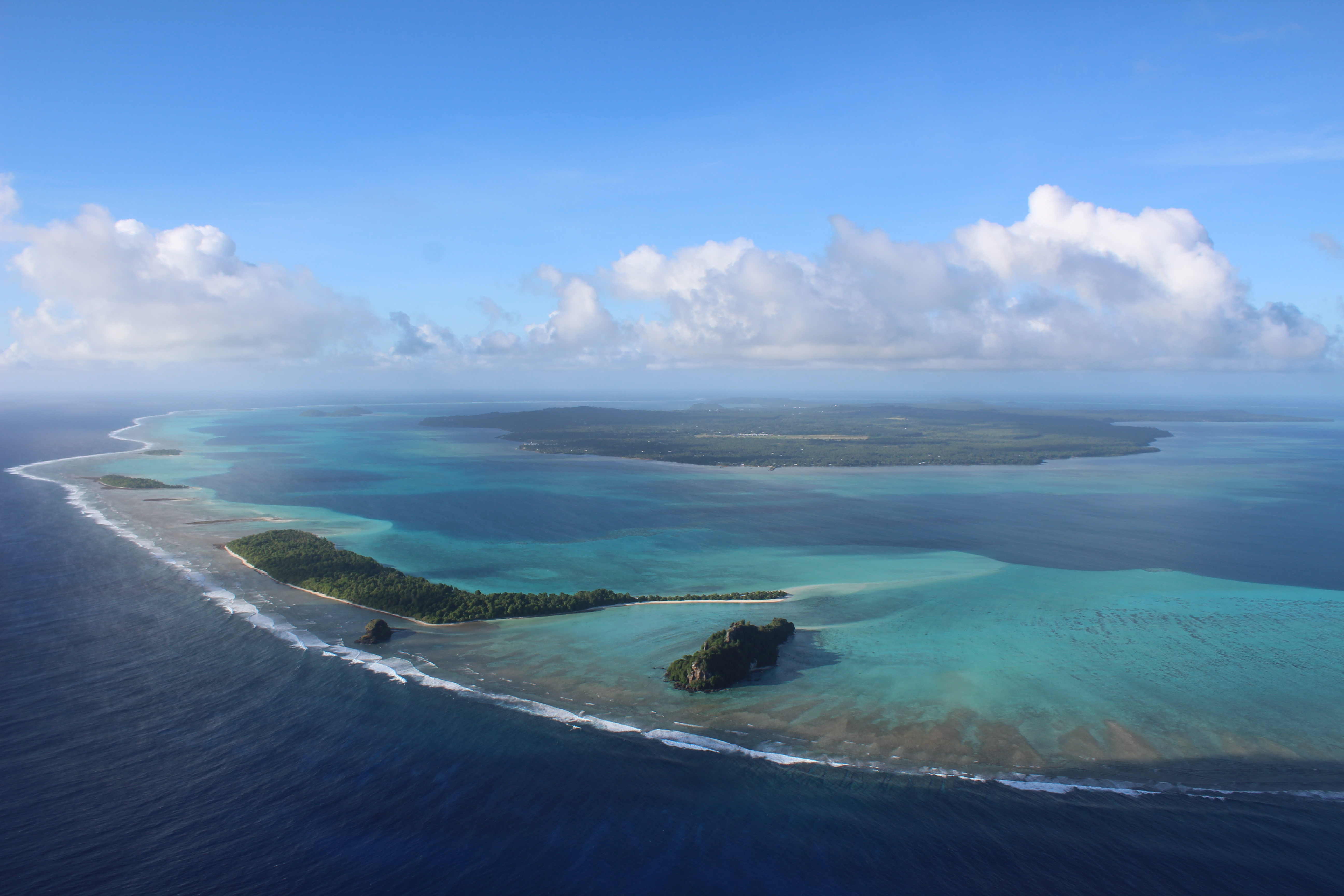
L'île de Wallis est entourée d'un lagon dans lequel se trouvent plusieurs îlots (ici, le nord du lagon).

L’appellation « archipel » appliquée à Wallis-et-Futuna est impropre car les deux îles sont distantes d'environ 230 kilomètres, sans unité géographique ou historique avant le milieu du XIXe siècle. Wallis-et-Futuna se répartit en deux grands groupes : d'une part, les îles Wallis composées d'une île principale, Uvea, et de plusieurs îlots coralliens et d'autre part, les îles Horn ou îles de Horne composées de deux îles principales, l'île de Futuna et sa voisine immédiate, l'île d'Alofi (en pratique, Futuna désigne à la fois Futuna et Alofi ; le nom « îles de Hoorn » est très peu usité). Les îles sont d'origine volcanique.
Ces îles au relief volcanique et aux côtes très découpées, protégées par une ceinture de récifs coralliens, sont difficiles d’accès sauf pour l'anse de Sigave.

### Topographie
Wallis-et-Futuna, collectivité d’outre-mer française située dans l’océan Pacifique Sud, se compose de deux groupes principaux d'îles : l’archipel de Wallis (ou Uvea) et celui de Futuna, auxquels s’ajoute l’île d’Alofi, inhabitée mais intégrée à l’archipel de Futuna. Cette région est caractérisée par des paysages volcaniques, des collines verdoyantes et un littoral bordé de récifs coralliens.
L'île de Wallis présente un paysage relativement plat, avec des collines douces et de nombreux lacs de cratère, vestiges de son activité volcanique passée. Parmi ces lacs, le lac Lalolalo est particulièrement notable pour sa forme circulaire et ses falaises abruptes. Le point culminant de Wallis atteint environ 151 mètres d'altitude.
En revanche, Futuna offre un relief plus accidenté et montagneux. Son point le plus élevé, le mont Puke, s'élève à 524 mètres, dominant l'île et offrant des panoramas impressionnants. Les pentes escarpées de Futuna sont couvertes d'une végétation dense, témoignant de son climat tropical humide.
L'île d'Alofi, bien que proche de Futuna, est dépourvue de sources d'eau douce, ce qui explique son absence de population permanente. Elle présente néanmoins une topographie similaire, avec des collines et une végétation luxuriante.
Les côtes de ces îles sont bordées de plages de sable et de mangroves, tandis que les récifs coralliens environnants forment des lagons protégés, riches en biodiversité marine. Cette configuration géographique confère à Wallis-et-Futuna une beauté naturelle remarquable, tout en posant des défis en termes d'accessibilité et de développement des infrastructures.

### Géologie
L’île de Wallis est apparue au Cénozoïque par l’émergence d’un volcan sous-marin issu du point chaud des Samoa. Une deuxième période d’activité volcanique, il y a 300 000 ans, a entraîné la création des îlots présents dans le lagon. Une bonne partie du sol est constituée de basalte. Le point culminant de Wallis est le mont Lulu Fakahega, haut de 151 mètres. L'activité volcanique a créé plusieurs lacs de cratère, comme le lac Lalolalo et le lac Lanutavake.

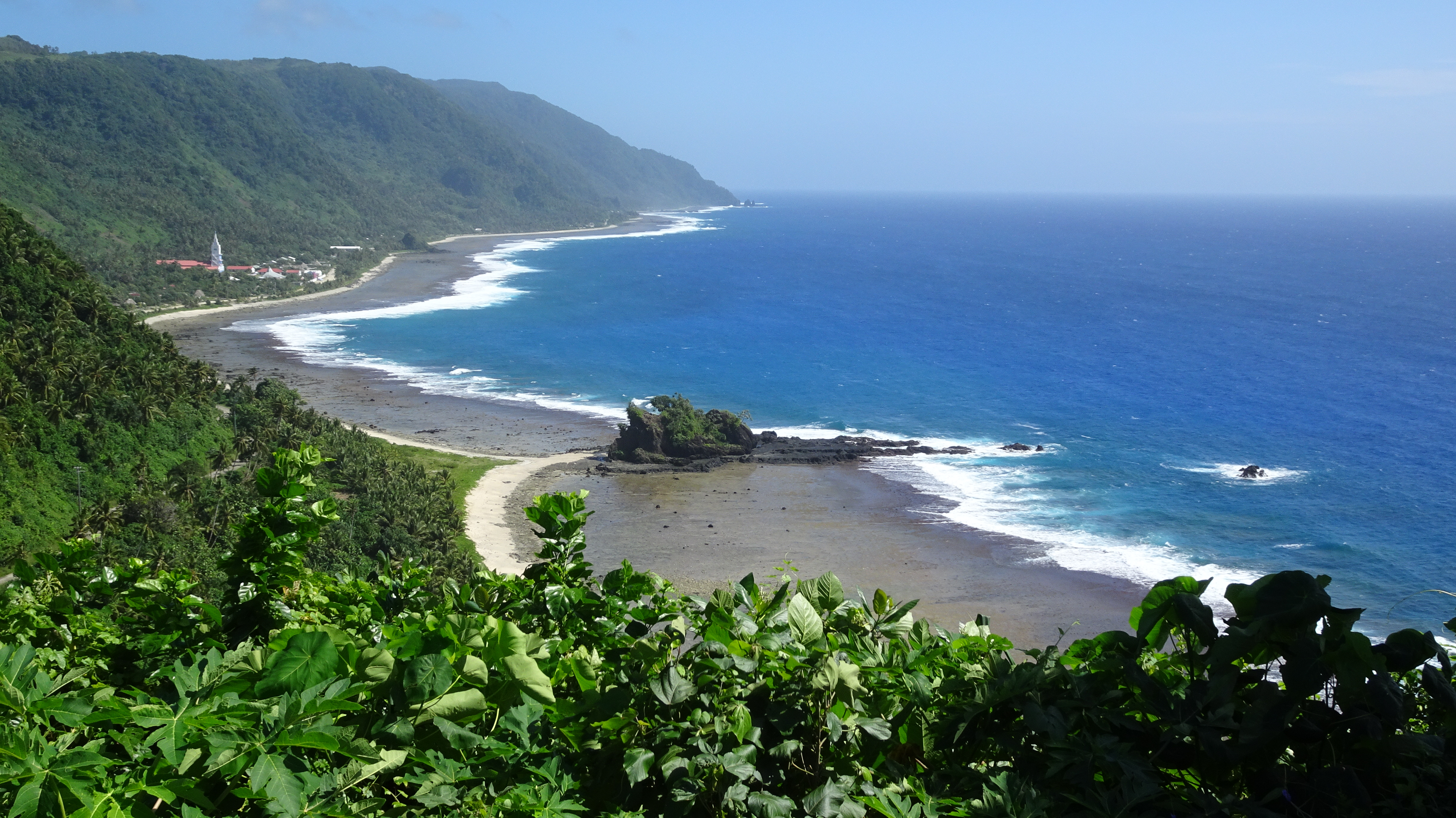
Côte nord de Futuna. L'île est très escarpée et les villages sont situés en bord de mer.

À Futuna, le relief est beaucoup plus escarpé et montagneux. Depuis le sommet du mont Puke (524 mètres) part un plateau qui descend progressivement et s'arrête juste avant le bord de mer, laissant une petite frange littorale. L'espace entre la mer et la montagne est très réduit. Une importante activité volcanique sous-marine existe au sud de Futuna, avec notamment le Kulo Lasi, dont la caldeira mesure 20 kilomètres de diamètre.

### Climat
Le climat de l'archipel est du type tropical humide et orageux assez constant sur l'année. L'amplitude thermique entre les moyennes du mois le plus chaud (février, max 31°/mini 25°) et du mois le plus frais (juillet, max 29°/mini 24°) est de 1,1 °C. Les précipitations mensuelles varient de 400 mm en janvier à 150 mm en août. On distingue ainsi deux principales saisons. La première, de mai à septembre, est plutôt fraîche, moins arrosée et balayée par un alizé modéré. La seconde, d'octobre à avril, est celle des chaleurs et des fortes pluies avec parfois des cyclones.

### Biodiversité
À Wallis, 639 espèces de poissons littoraux ont été identifiées. En eaux douces, ce sont trois espèces de crustacés et quatre espèces de poissons qui ont été inventoriées (dont le Stiphodon rubromaculatus). Les chauve-souris sont les seuls mammifères autochtones et le seul batracien présent a été introduit. On y trouve également l'araignée Schizocosa vulpecula.
Le porc joue un rôle important dans la culture wallisienne et futunienne, et de nombreux habitants en élèvent.

En 2022, l'Observatoire national de la biodiversité et un panel d'experts constatent un risque d'extinction important des plantes vasculaires endémiques de Wallis-et-Futuna, et placent ce risque dans la liste rouge nationale. Parmi 17 espèces évaluées dans le territoire ainsi qu'à Saint-Martin, Saint-Paul-et-Amsterdam et les Îles Éparses, 15 sont directement menacées d'extinction, alerte l'ONB.

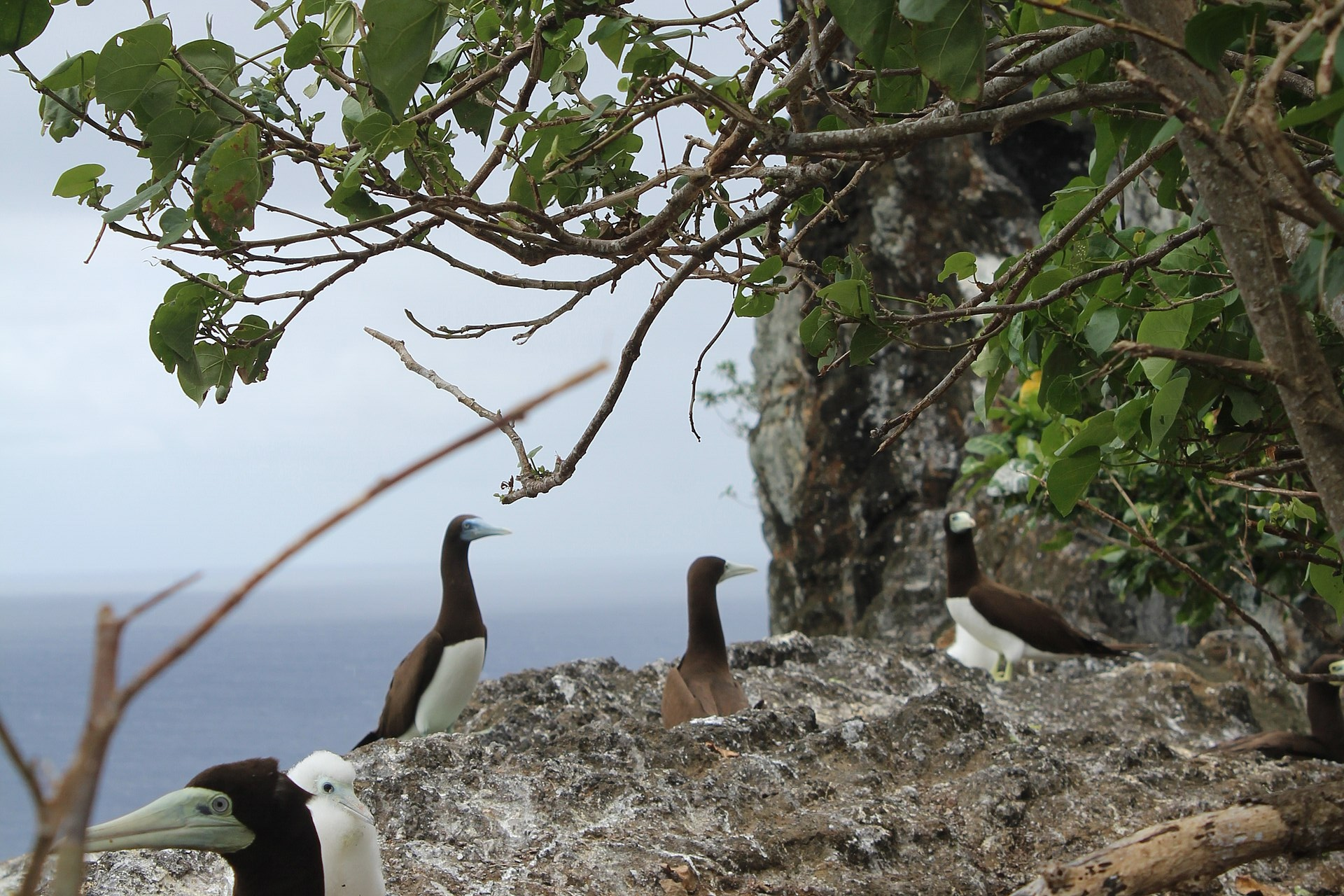
Fous Brun surveillant leurs nids
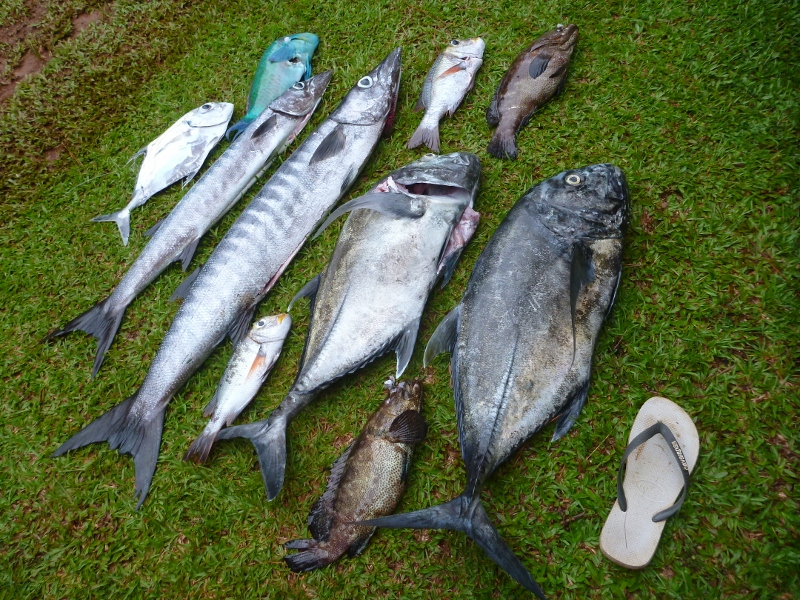
Différents poissons pêchés dans le lagon de Wallis (2012).
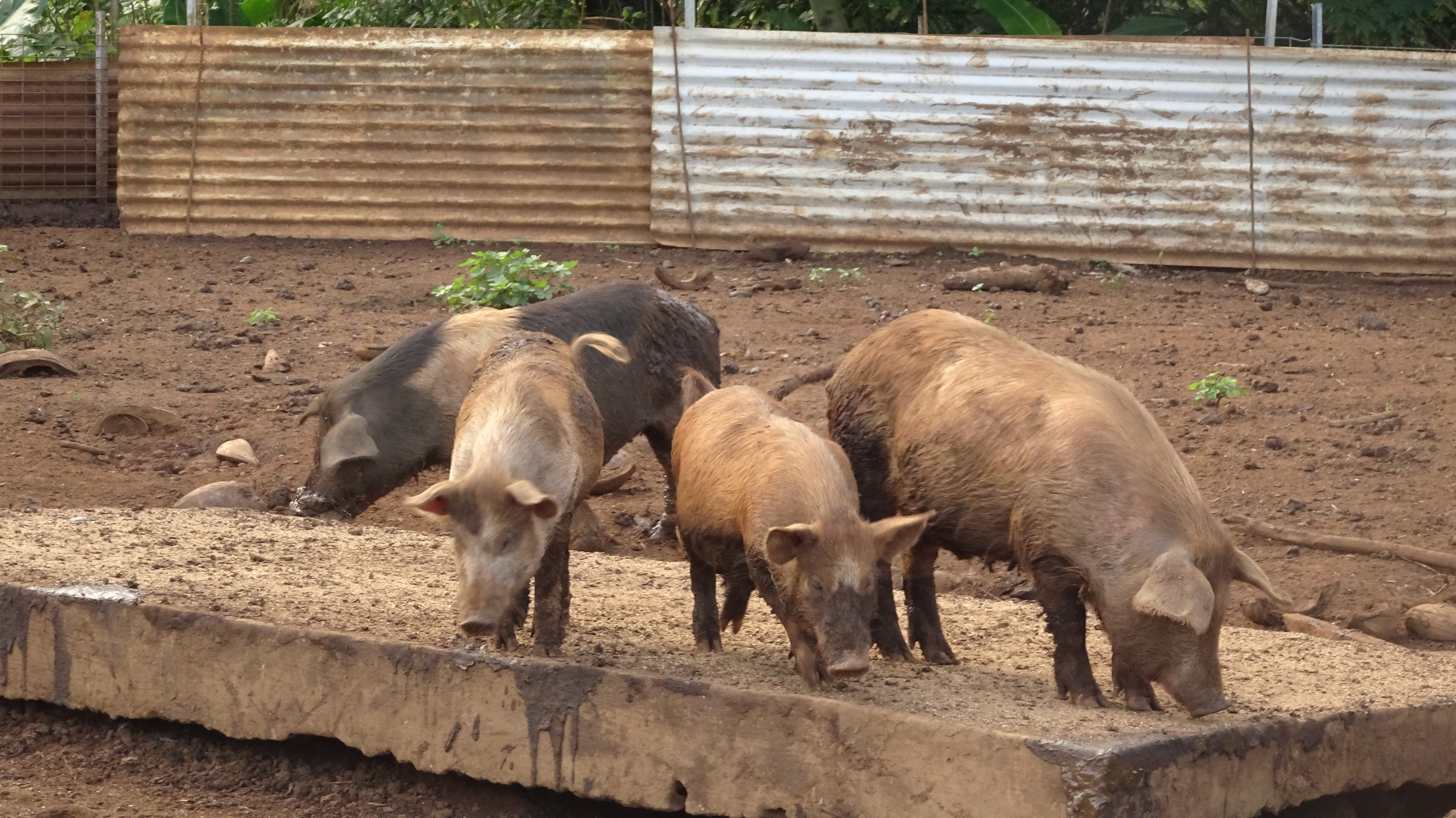
Un parc à cochons à Falaleu (Wallis).

### Changement climatique
Wallis-et-Futuna est vulnérable au changement climatique. L'exploitation du sable par l'industrie du bâtiment locale a renforcé l'érosion des côtes. Ce phénomène, couplé à la montée des eaux, entraîne une réduction de la surface habitable, ce qui nécessitera à terme un déplacement des populations vers l'intérieur des terres. Toutefois, les règles complexes régissant l'usage de la terre doivent être prises en compte.
Les cyclones sont plus fréquents et certains se produisent hors saison, tels que le cyclone Ella en 2017. Les changements climatiques risquent de réduire la production agricole, renforçant la dépendance alimentaire aux produits importés. Afin de trouver des solutions adaptées, il est nécessaire de tenir compte des normes culturelles de la population et de passer par l'organisation sociale structurée par la chefferie coutumière.

## Histoire

### Peuplement

La Polynésie ancestrale (Fidji n'en fait pas partie).

Les premiers habitants de Wallis (ʻUvea, en wallisien) et Futuna appartiennent à la civilisation Lapita, entre 900 et 800 av. J.-C. ; ils s'installent sur les sites d'Utuleve, à Uvea et d'Asipani, à Futuna. Ces habitants forment, avec ceux des îles alentour (Tonga, Samoa, Niue, les Niuas), la société polynésienne ancestrale : ils partagent une culture et une langue commune, le proto-polynésien. Peu à peu, ces cultures se différencient en deux groupes (polynésien nucléaire et groupe tongique). Les échanges interinsulaires sont fréquents.

### Premiers contacts européens
Le premier contact de Futuna avec des Européens a lieu le 21 mai 1616 ; les Hollandais Willem Schouten et Jacob Le Maire jettent l'ancre dans l'embouchure de la rivière Futuna et abordent en chaloupe le lendemain. Ils baptisent les deux îles de Futuna et Alofi, les îles de Hoorn en référence à leur port d'embarquement siège de la Compagnie des Indes. Ils restent environ huit jours sur l'archipel avant de repartir vers la Nouvelle-Guinée et les Moluques.
Louis-Antoine de Bougainville atteint Futuna le 11 mai 1768 et la surnomme  l'enfant perdu du Pacifique.
L'île de Wallis est abordée par les Européens (Maurelle, capitaine de la Princesse, la nomme île de la Consolation), en 1766, 150 ans après Futuna, par le capitaine britannique Samuel Wallis, à qui l'île doit son nom actuel. Toutefois, il ne descend pas à terre et l'historien Frédéric Angleviel note qu'« il faut attendre les années 1820 pour que des Européens ou assimilés (Américains, Australiens) foulent le sol d'Uvéa. ».

### Conversion et protectorat français

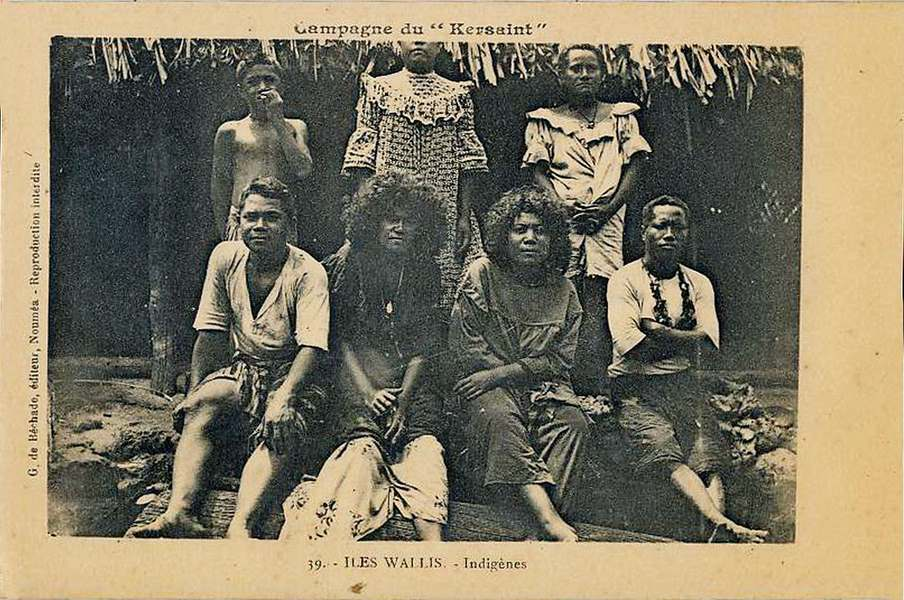
Un groupe de Wallisiens, au début du XXe siècle.

Quelques marchands et naufragés s'installent à Wallis et à Futuna, mais la présence européenne n'est significative qu'au XIXe siècle avec l'arrivée de missionnaires catholiques en 1837. Les deux îles sont converties au catholicisme par les pères maristes Pierre Chanel à Futuna et Pierre Bataillon à Wallis. Futuna rencontre quelques conflits au sein des deux royaumes qui la composent qui veulent chacun le royaume adverse. Cela mènera à la guerre du Vai qui fera une soixantaine de morts au total. Au XXIe siècle la population est majoritairement de confession catholique.
La reine Amelia Tokagahahau de Wallis signe un traité de protectorat ratifié par la France le 5 avril 1887. Un an plus tard, les rois de Futuna Anise Tamole pour Sigave et Setefano Tuikalepa pour Alo demandent eux aussi leur rattachement à la France. Les souverains de Futuna et Wallis gardent toute leur autorité coutumière sur leurs sujets. Il n'y a pas à proprement parler de colonisation à Wallis-et-Futuna, le pouvoir du résident français se limitant aux affaires extérieures. Cette situation se poursuit à Futuna jusqu'en 1961, l'administration ne s'installant sur l'île qu'en 1959. Les habitants continuent à vivre comme autrefois. En 1913, un projet d'annexion par la France est présenté par le résident Brochard, mais elle n'aboutit pas. En 1922, l'annexion est jugée trop coûteuse par la France et abandonnée.

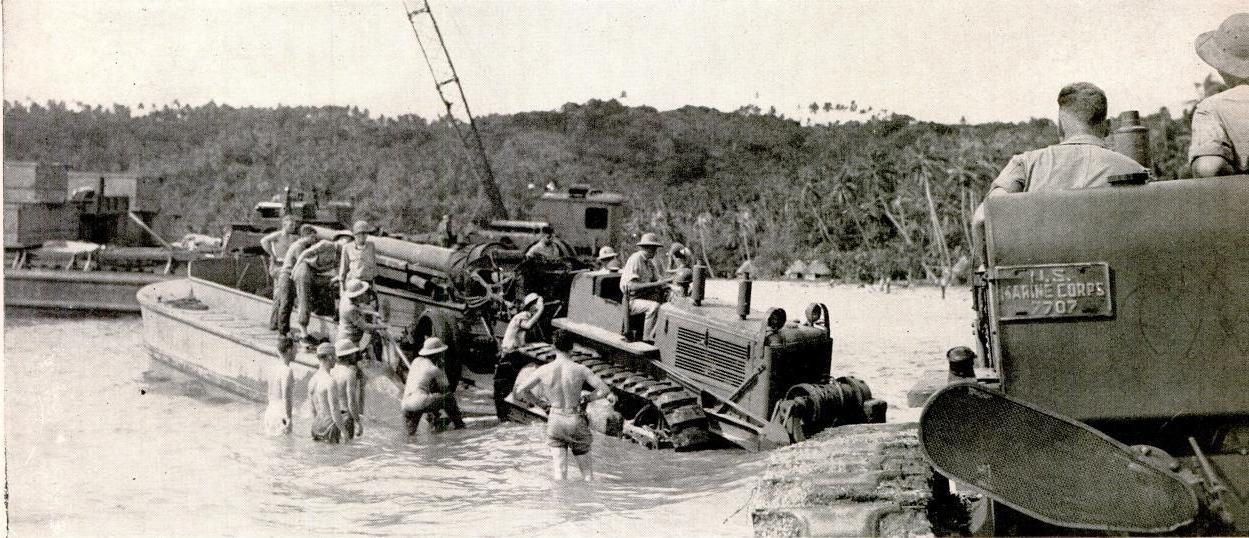
L'armée américaine installe une base militaire à Wallis de mai 1942 à juin 1944.

La Seconde Guerre mondiale entraîne de nombreux bouleversements à Wallis. L'île est d'abord isolée pendant 17 mois en raison de la fidélité de l'évêque Alexandre Poncet et du résident Léon Vrignaud au régime de Vichy. Pour contrer l'Empire japonais, lors de la guerre du Pacifique, la France libre puis les Américains débarquent à Wallis fin mai 1942. L'armée américaine installe une base et construit de nombreuses infrastructures. Cette introduction de la société de consommation et le contact avec le mode de vie occidental fragilise les autorités coutumières, religieuses et administratives. En revanche, Futuna n'est pas investie par les Américains. Après le départ des GIs en 1944, le retour à l'agriculture de subsistance est difficile et Wallis traverse une crise économique et sociale. Cette période marque également le début de l'immigration vers les Nouvelles-Hébrides (actuel Vanuatu) et la Nouvelle-Calédonie, où s'installe une importante communauté wallisienne et futunienne.

### Territoire d'outre-mer (1961)

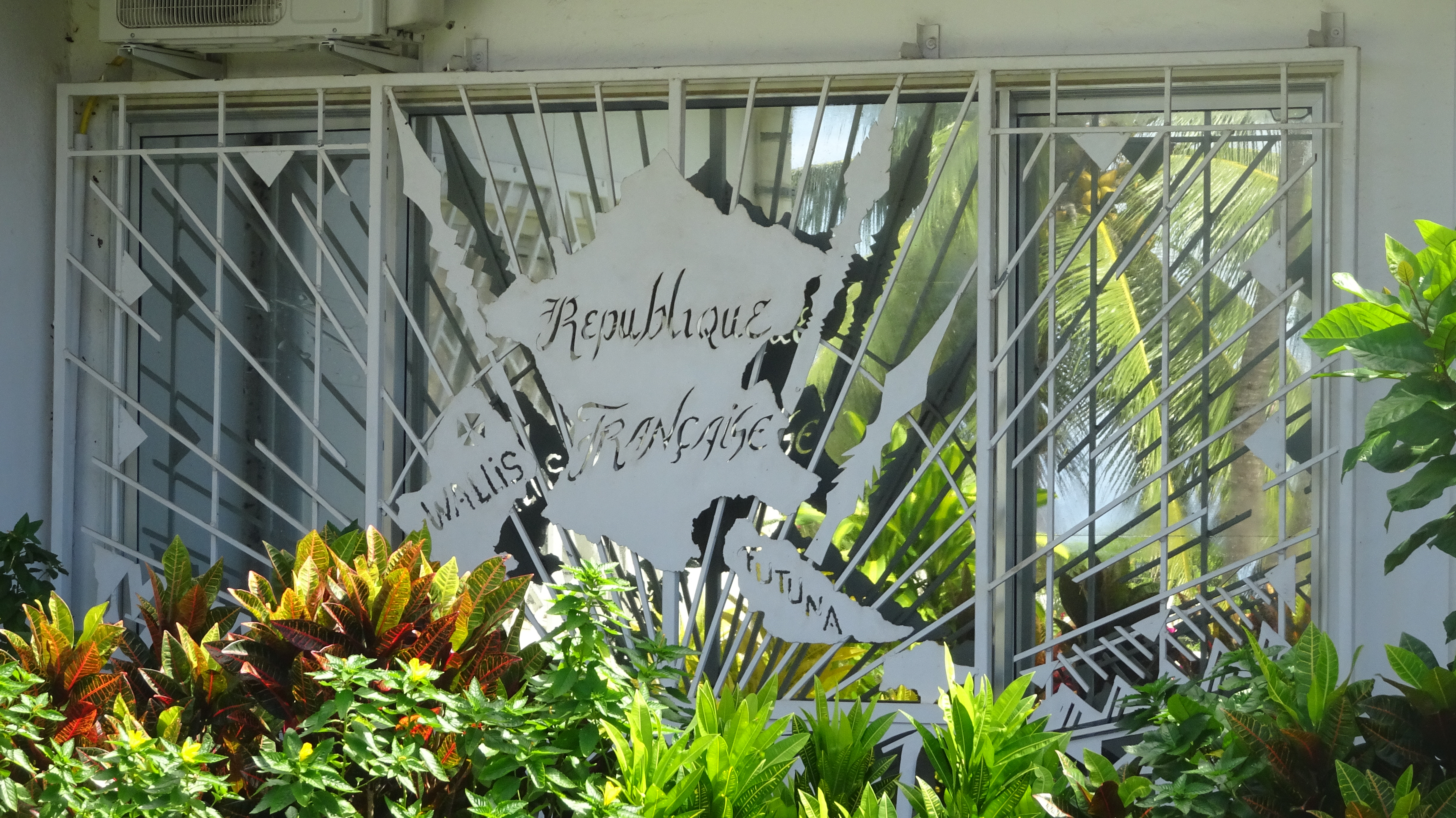
Plaque célébrant le rattachement de Wallis-et-Futuna à la République française, sur un bâtiment public à Mata Utu.

Les îles deviennent en 1961 un territoire d'outre-mer (TOM) après référendum en 1959. Le roi d'Uvea, Tomasi Kulimoetoke II (1918-2007), est signataire de cet accord. Le nouveau territoire est doté d'un statut reconnaissant les autorités coutumières (notamment les trois rois), l'importance de la religion catholique tout en intégrant les deux îles au sein de la République française, dans une configuration institutionnelle très particulière.
Après la révision constitutionnelle du 28 mars 2003, le territoire des îles Wallis et Futuna devient une collectivité d'outre-mer à statut particulier sans que le régime de 1961 change. En effet, depuis cette révision constitutionnelle, aucune loi organique n'a été adoptée faute de consensus à l'Assemblée territoriale.
Depuis 2005, la société wallisienne connaît une « crise politique profonde » à cause d'un conflit autour de la succession du Lavelua.

## Population et société

### Démographie
Lors du recensement du 13 décembre 2018, il y avait 11 558 habitants pour l'ensemble des îles Wallis et Futuna. Wallis compte 8 333 habitants (72,1 %) et Futuna en compte 3 225 (27,9 %). L'île d'Alofi, voisine de Futuna, n'est quasiment pas habitée (un seul habitant en 2018). La plupart des habitants sont d'origine polynésienne (97,3 %) mais on compte aussi quelques habitants d'origine européenne. La quasi-totalité est de confession catholique.
| 1928  | 1935  | 1953  | 1960  | 1969  | 1976  | 1983   | 1990   | 1996   |
| ----- | ----- | ----- | ----- | ----- | ----- | ------ | ------ | ------ |
| 6 202 | 6 542 | 9 507 | 8 313 | 8 546 | 9 192 | 12 408 | 13 705 | 14 166 |

| 2003   | 2008   | 2013   | 2018   | 2023   | - | - | - | - |
| ------ | ------ | ------ | ------ | ------ | - | - | - | - |
| 14 944 | 13 445 | 12 197 | 11 558 | 11 151 | - | - | - | - |

#### Croissance démographique
En 1842, le capitaine du vaisseau l'Allier estime la population de Wallis à 2 500 habitants et de Futuna à 900. Au XXe siècle, la population de Wallis-et-Futuna augmente régulièrement, passant de 6 202 habitants en 1928 à 14 944 en 2003, année où la population a été la plus nombreuse.
À partir de 1942, l'installation d'une base américaine à Wallis apporte une grande prospérité, qui favorise la natalité. Cet « âge d'or » prend fin en 1946, mais a permis de faire diminuer fortement la mortalité. En conséquence, Wallis connaît une « exubérance démographique » : entre 1935 et 1953, la population a augmenté de 45%.

#### Émigration en Nouvelle-Calédonie
La hausse de la population et la rencontre avec la société de consommation occidentale provoquent une forte émigration de la part de Wallisiens et Futuniens souhaitant améliorer leurs conditions de vie. Encadrée par les autorités religieuses et coutumières, elle débute en 1947 vers la Nouvelle-Calédonie et les Nouvelles-Hébrides. En 1956, la diaspora wallisienne et futunienne en Calédonie compte 1 200 personnes, chiffre qui s'élève à 5 500 individus en 1969 et 14 186 en 1989.
La croissance démographique à Wallis-et-Futuna est la plus forte dans la deuxième moitié du XXe siècle : entre 1969 et 1990, la population s'accroît de 90 %. La période 1976-1983 est celle où la croissance est la plus importante, avec un taux d'accroissement annuel moyen de 4,4 %. Cela est dû au retour des émigrés Wallisiens et Futuniens de Nouvelle-Calédonie à cause de la crise économique. Cette émigration reprend la décennie suivante et ne s'interrompt plus.

#### Diminution de la population (depuis 2003)
L’accroissement naturel de Wallis-et-Futuna ne compense plus son émigration : entre 2003 et 2008, les deux îles ont perdu 10 % de leur population.
De nombreux habitants quittent les îles, si bien qu’il y a plus de Wallisiens et de Futuniens à Nouméa (Nouvelle-Calédonie) (17 763 personnes) qu'à Wallis et à Futuna. Plusieurs milliers résident aussi en France métropolitaine (notamment des militaires, des joueurs de rugby, leurs familles et des étudiants) ainsi qu'en Polynésie française. Beaucoup de jeunes quittent leurs îles natales à la recherche d'un emploi.
La forte diminution constatée entre 2008 et 2018 (1 887 habitants perdus en dix ans, - 14 %) est le résultat de la diminution de la natalité et de l'importance de l'émigration dans un territoire sans débouchés (études supérieures et emploi réduit), ce qui conduit au vieillissement de la population et à la réduction de la taille des ménages.
Cette diminution de la population est constante depuis 15 ans, même si son rythme s'atténue : entre 2003 et 2008, la population s'est réduite de 10,03 %, de 9,28 % entre 2008 et 2013 et de 5,24 % entre 2013 et 2018. La raison de cette baisse, outre le taux de natalité de 1,75, en deçà du seuil de renouvellement, est le départ massif des jeunes, qui sont de plus en plus nombreux à s'expatrier en Nouvelle-Calédonie ou en France métropolitaine pour effectuer des études supérieures ou trouver un travail, les possibilités d'emploi étant limitées sur place. Tous les districts ont été touchés par la décroissance démographique.

### Langues

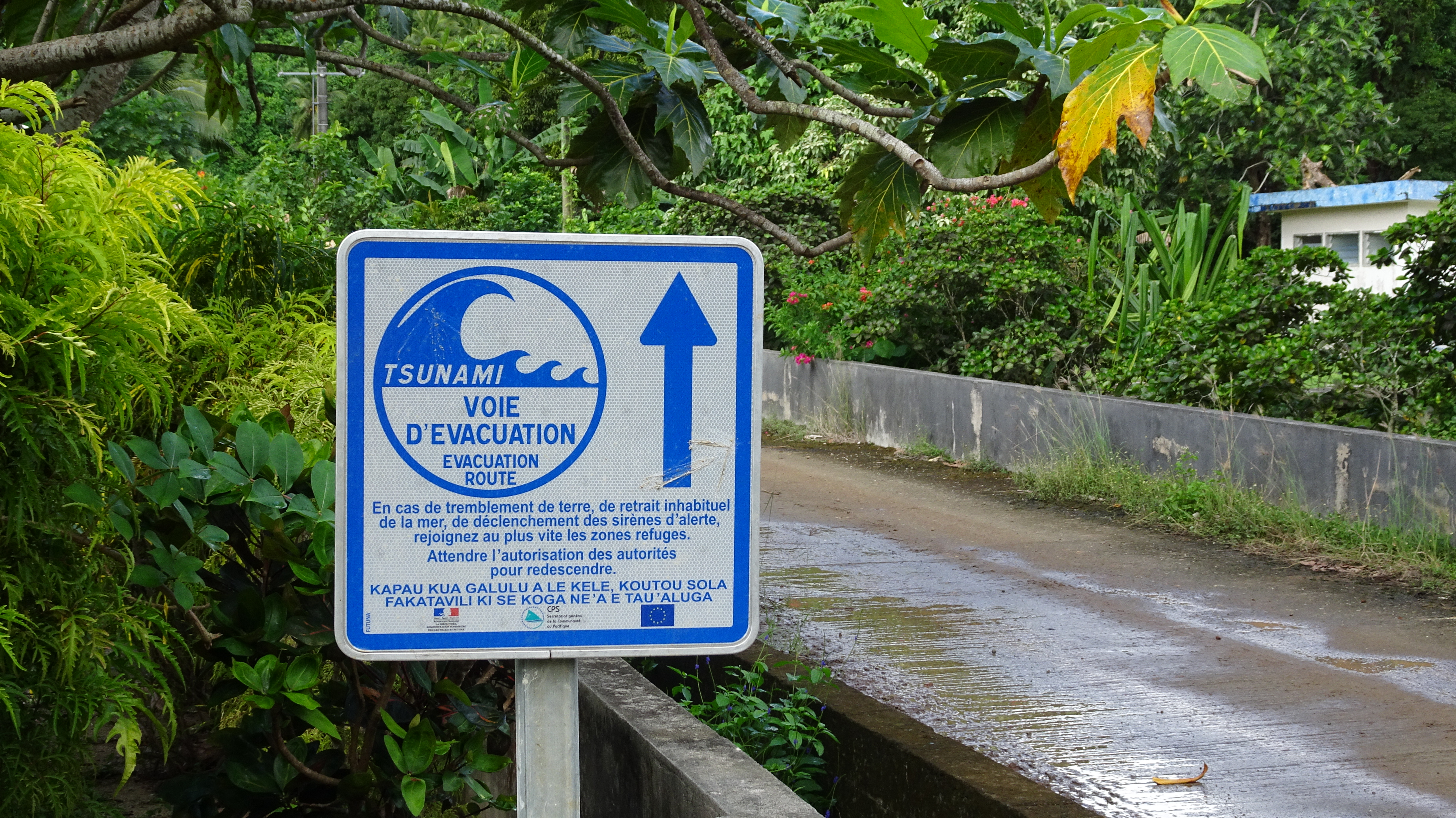
Un panneau en français et en futunien indiquant un chemin à prendre pour évacuer en cas de tsunami, dans le village de Vaisei.

La langue officielle est le français depuis que les deux îles sont devenues un territoire d'outre-mer en 1961. Deux langues polynésiennes vernaculaires, le wallisien et le futunien, sont parlées respectivement à Wallis et Futuna. En juillet 2015, l'Assemblée territoriale vote la création d'une Académie des langues wallisienne et futunienne, chargée de la promotion et de la sauvegarde des langues et de la culture locales.
L'anglais est très présent, surtout du fait que les îles les plus proches sont des nations anglophones, où l'anglais est important, comme les îles Tonga ou les îles Samoa. Entre 1942 et 1946, des garnisons de plusieurs milliers de soldats américains furent présents dans les îles Wallis et Futuna.

### Éducation
Historiquement, les missionnaires catholiques ont été les premiers à créer un séminaire et des écoles pour former la population locale. En 1933, le résident David tente d'ouvrir une école publique, mais l'expérience échoue après quelques années. L'enseignement se fait en wallisien et en futunien jusqu'en 1961, puis en français (voir langues à Wallis-et-Futuna). En 1969, dix ans après le référendum de 1959 établissant le territoire d'outre-mer, une convention est signée par l’État, représenté par le préfet, et la mission catholique, représentée par l'évêque, et qui délègue l'enseignement primaire au diocèse de Wallis-et-Futuna.
Sur le plan éducatif, le territoire a le statut de vice-rectorat. Toutefois, l'enseignement primaire est totalement concédé par l'État au diocèse de Wallis-et-Futuna. Ainsi, la séparation de l’Église et de l’État de 1905 n'a pas cours sur le territoire.
La formation des professeurs locaux a longtemps constitué une revendication des personnels. Pendant une trentaine d'années, il n'existe aucune structure à Wallis-et-Futuna pour former les enseignants du primaire. Au milieu des années 1990, une antenne de l'IUFM est installée à Wallis, avec l'objectif de fournir une formation professionnelle comparable à celle des instituteurs de métropole. Néanmoins, l'antenne de l'IUFM ferme ses portes en 2009 et la formation est transférée en Nouvelle-Calédonie.

#### Enseignement primaire

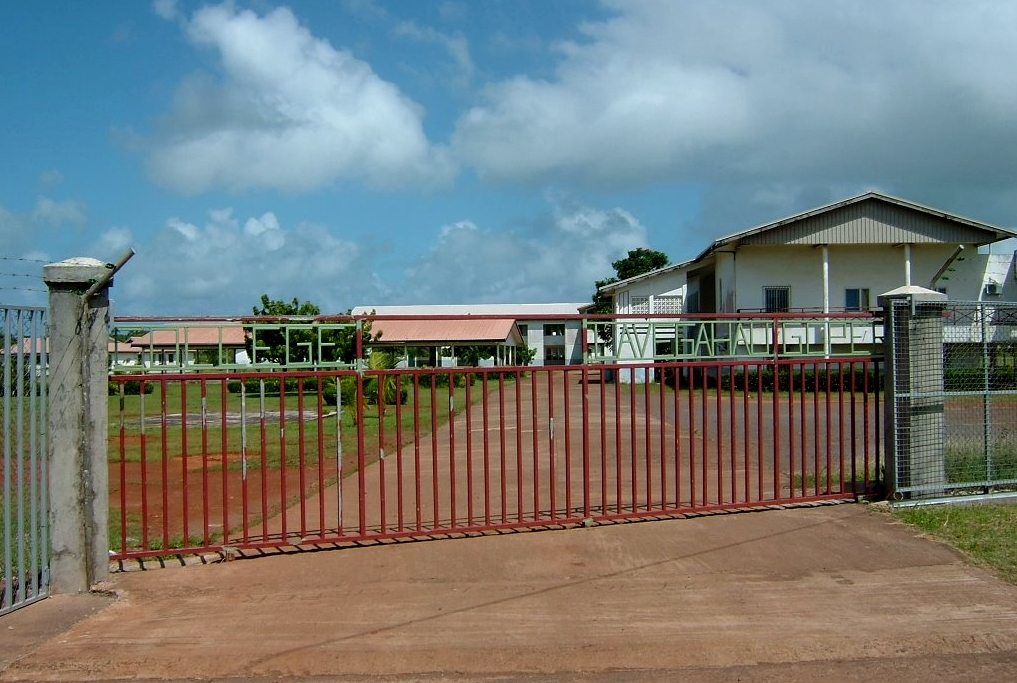
Le collège et lycée professionnel Vaimoana à Lavengahau, sur l'île de Wallis.

L’enseignement primaire à Wallis-et-Futuna est placé sous l’égide de la direction de l’enseignement catholique. L’État finance alors les écoles primaires et rembourse les dépenses de la mission. En 1969, il y a neuf écoles primaires ; en 2012, on compte 16 écoles primaires qui accueillent 1750 élèves encadrés par 170 employés. Cette convention est renouvelée tous les cinq ans. La catéchèse fait partie des matières enseignées et la religion catholique est pleinement intégrée à l'enseignement du premier degré, même si les lois françaises renforcent la laïcité à l'école, notamment celle du 15 mars 2004 interdisant les symboles religieux en classe. Cela constitue un point important pour la population wallisienne et futunienne, à très grande majorité catholique.
L'État finance l'ensemble des charges liées à cet enseignement (enseignants et fonctionnement), les écoles étant construites sur le domaine public communautaire des villages selon le droit coutumier et le contrôle des lois qui définit l'usage foncier.

#### Enseignement secondaire
L’enseignement secondaire est géré par le vice-rectorat. Le territoire compte six collèges, un lycée d'enseignement général (le lycée des îles Wallis et Futuna) et un lycée agricole. Les professeurs viennent pour la plupart de métropole, avec des contrats courts (deux ans, renouvelables une fois).
Le taux moyen d’encadrement est de 10,4 élèves par enseignant avec, en 2011, 570 personnels de l'éducation (dont 397 enseignants) pour 4 111 élèves.

#### Analyse
Dans le primaire, les programmes scolaires sont adaptés de ceux enseignés en métropole. Ainsi, dans les écoles primaires, l'histoire de France est enseignée et l'histoire de l'Océanie et de la Polynésie avant le contact occidental n'est pas abordée. Cela est vu, pour Prinsen, Lotti et Worliczek (2022) comme la manifestation d'une nationalité française partagée. Pour autant, une identité locale s'affirme, complémentaire de l'identité métropolitaine. Des négociations permettent d'adapter de part et d'autre les sujets et les méthodes d'enseignement. Ainsi, l'enseignement en langue wallisienne et futunienne a été mis en place et accepté par l’État, tandis que l’Église catholique a accepté l'interdiction des châtiments corporels. La collaboration entre enseignants locaux, autorités politiques locales, membres du clergé et les autorités scolaires métropolitaines est bénéfique pour les deux parties : elle permet d'augmenter le nombre d'employés locaux, améliorer leur salaires et leur formation, tout en réduisant les coûts pour l’État français par rapport à un système éducatif public. Toutefois, ce processus se réalise à travers des confrontations, voire des conflits entre deux identités (locale/métropolitaine). Ainsi, beaucoup de Wallisiens et de Futuniens auraient souhaité que l'enseignement secondaire soit également dévolu localement à la mission, et non pas séparé. D'autre part, des problèmes de rémunération et de statuts non respectés sont dénoncés par les enseignants dans les années 1990, qui se mettent en grève à plusieurs reprises. Ces conflits occasionnent souvent la renégociation de la convention entre la mission et l’État. Le financement des travaux d'entretien des bâtiments ou du matériel scolaire est également un point d'achoppement entre la mission et l’État, alors que le coût de la vie est plus élevé à Wallis-et-Futuna qu'en métropole et que le climat tropical entraîne une dégradation plus rapide des équipements et des bâtiments. Cela est perçu par les élites wallisiennes et futuniennes comme un traitement inégal de la part de la métropole.

### Santé

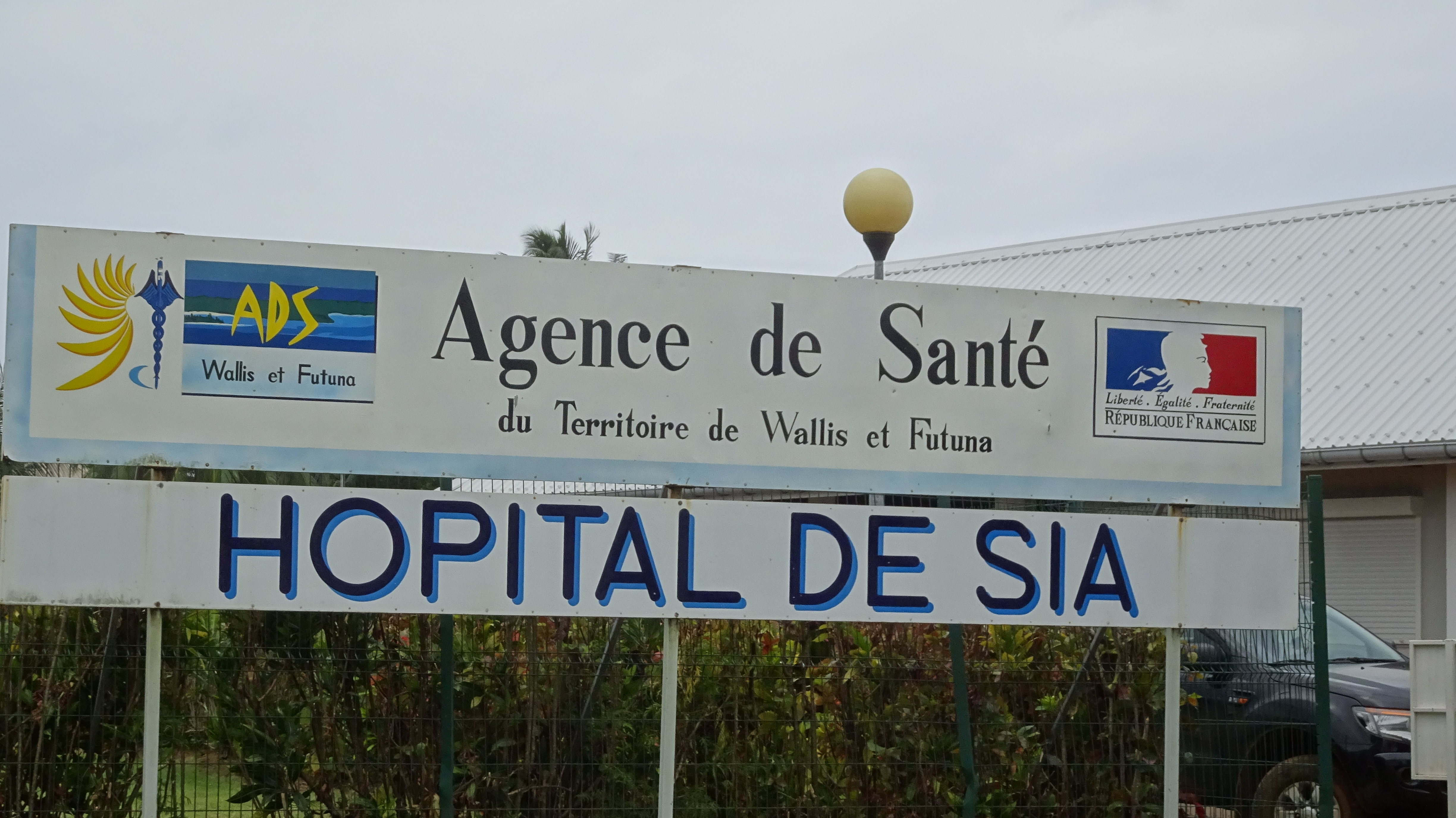
Entrée de l'hôpital de Sia, géré par l'agence de santé de Wallis et Futuna.

Le système de santé repose intégralement sur l'Agence de santé de Wallis-et-Futuna. L’agence emploie plus de 180 personnels (dont comptent un médecin réanimateur et sept médecins spécialistes) travaillant sur deux hôpitaux et trois dispensaires. Tous les soins sont pris en charge par l'État. La dotation de l'État s'élève en 2011 à 2,9 milliards de francs CFP (environ 24,3 millions d'euros).
Les équipements de santé étant limités sur le territoire, certaines opérations nécessitent l'évacuation des patients vers la Nouvelle-Calédonie, voire la France métropolitaine ou l'Australie. 637 personnes ont bénéficié d'une évacuation sanitaire (evasan) hors du territoire en 2011, 960 en 2017. En 2017, une convention a été signée avec la Caisse Nationale d'Assurance Maladie des salariés et l'agence de santé de Wallis-et-Futuna, afin que les patients Wallisiens et Futuniens puissent bénéficier du remboursement de leurs soins en métropole. Cependant, les évacuations sanitaires vers la France métropolitaine sont minoritaires : la majorité des patients est transférée de Futuna vers Wallis, ou en Nouvelle-Calédonie.
En avril 2020, Wallis-et-Futuna est le seul territoire français à ne pas être touché par la pandémie de covid-19. Le 16 mars, les autorités décident d’arrêter les vols de passagers en provenance de la Nouvelle-Calédonie et d'interdire les rassemblements de plus de cent personnes, mais la population n'est pas confinée. Seul le fret est acheminé sur l'île, par voie aérienne et maritime. La population des deux îles est particulièrement à risque : « 80 % des habitants sont en surcharge pondérale, 20 % sont diabétiques et les maladies cardiaques sont très nombreuses ». D'autre part, les moyens sanitaires sont très insuffisants pour faire face à une épidémie de coronavirus. L'agence de santé n'est pas en mesure de tester les cas de covid-19 et les prélèvements doivent être envoyés en Nouvelle-Calédonie pour être analysés.
La crise du covid-19 a néanmoins des impacts sur Wallis-et-Futuna. Bien que le virus ne circule pas sur le territoire, les autorités décident d'annuler toutes les festivités paroissiales pour l'année 2020, et deux tiers des lycéens futuniens scolarisés à Wallis n'y sont pas retournés après les vacances de printemps, prolongées d'une semaine. Enfin, le territoire est dépendant de l'extérieur pour son approvisionnement en médicaments, qui pourraient venir à manquer. Le territoire est également fermé aux Wallisiens et Futuniens restés en Nouvelle-Calédonie et qui souhaiteraient rester chez eux ; fin avril, des transferts par paquebot de croisière de la compagnie du Ponant sont organisés afin de rapatrier 300 personnes.

### Médias

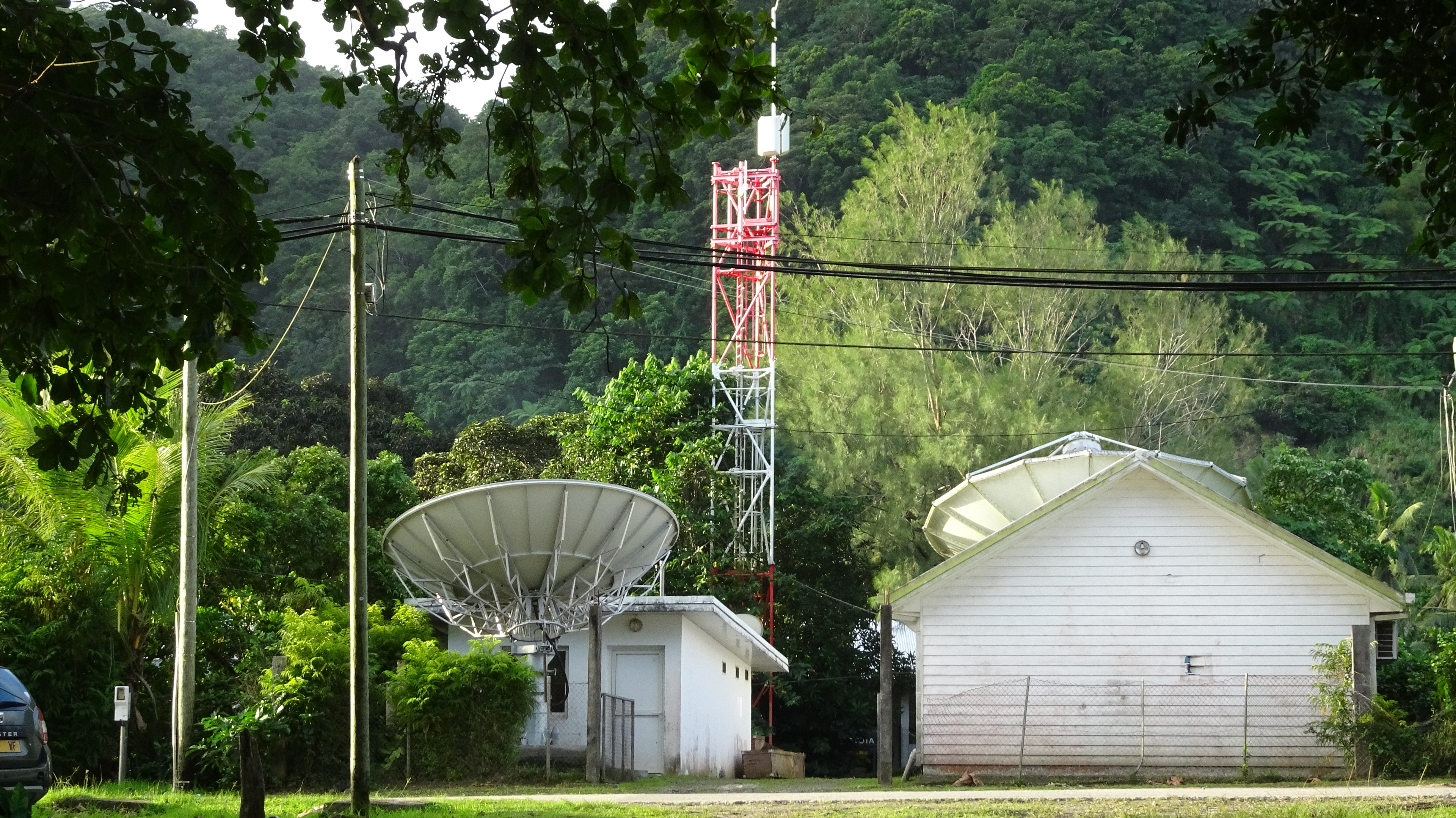
Antenne relais et antenne parabolique à Futuna, pour les télécommunications.

Le territoire dispose de sa propre chaîne de télévision (Wallis-et-Futuna 1re), et de sa station de radio (Wallis-et-Futuna 1re). La radio émet à la fois en français, en wallisien et en futunien.
De 1964 à 1971 est paru le Bulletin d'information du territoire des îles Wallis et Futuna. L’hebdomadaire Te Fenua Fo'ou a arrêté sa publication en mars 2002 après un conflit entre la chefferie et le directeur de la publication, à la suite d'un article publié dans le magazine concernant une affaire judiciaire locale. Fenua Magazine, lancé en septembre 2002 pour le remplacer, avait une ligne éditoriale très différente. Il a lui aussi cessé de paraître en 2003. Depuis, le seul quotidien disponible est Les Nouvelles calédoniennes, qui publient deux ou trois articles par semaine relatant la vie du territoire.
L’accès au réseau Internet progresse avec 1 144 abonnés au haut débit à fin 2011.
Dans les années 2000, la connexion de l'archipel au réseau Internet mondial est lente et chère car elle se fait par satellite. L'arrivée du câble en fibre optique TUI-SAMOA a permis de relier Wallis-et-Futuna à l'Internet mondial avec des débits comparable au reste du monde.

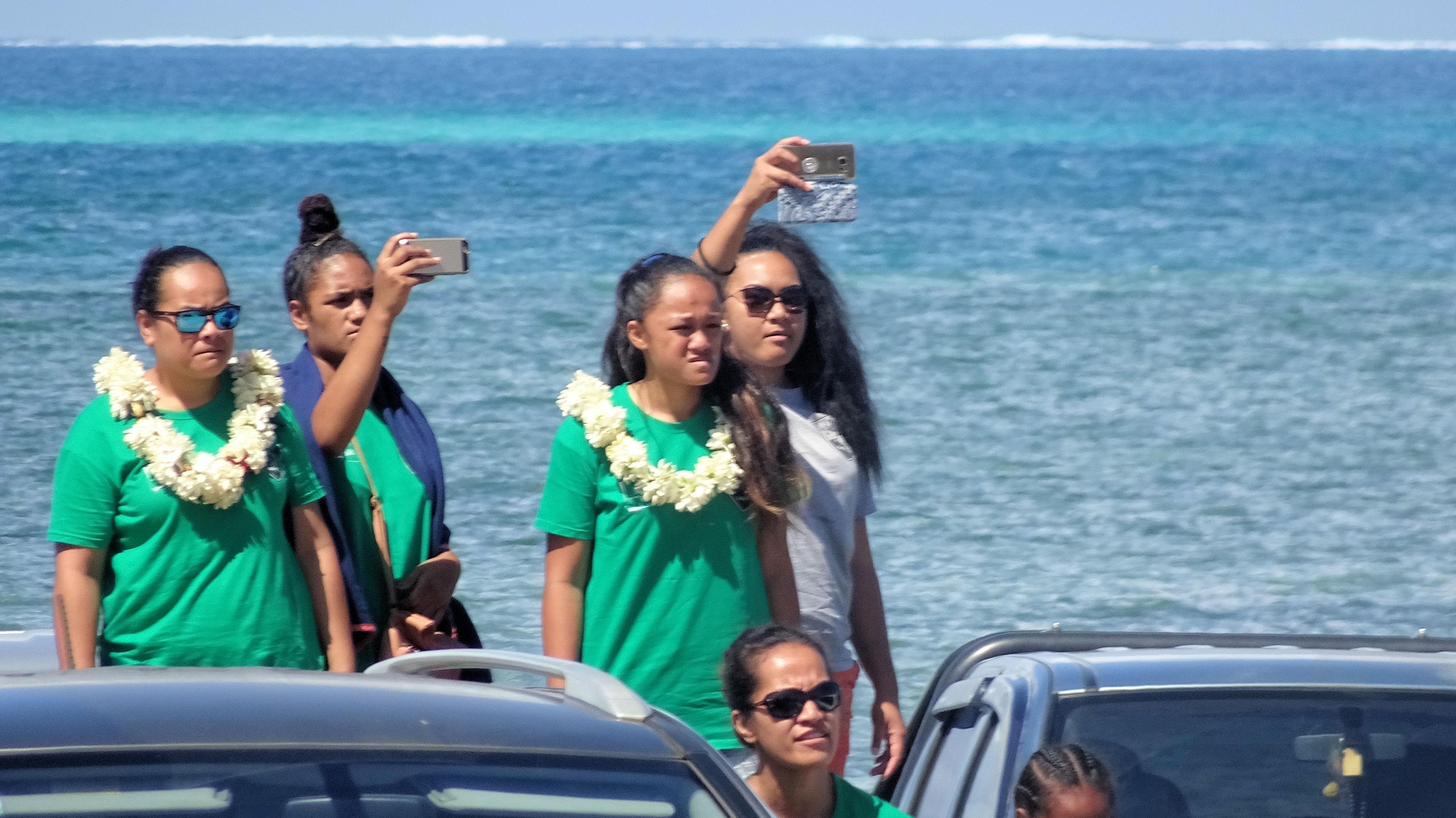
Jeunes Wallisiennes filmant avec leurs téléphones portables la fête du territoire le 28 juillet 2017. La téléphonie mobile arrive à Wallis-et-Futuna fin 2015.

Depuis le 22 décembre 2015, Wallis-et-Futuna possède un réseau de téléphonie mobile, appelé Manuia. Avant cette date, Wallis-et-Futuna était le dernier territoire d'Outre-Mer français à ne pas avoir de réseau mobile. Comme le résume le journaliste René Lataste, « En quelques dizaines d'années, Wallis et Futuna auront fait un pas de géant dans la communication. Du Tauasu sous le fale depuis des siècles, au téléphone fixe dans les années 1960 puis à l'Internet 30 ans plus tard. Aujourd'hui, le mobile et demain une multiplication par 1 000 des connexions. »

Logo de la chaîne RFO Wallis-et-Futuna de 1993 à 1999.
Logo de la chaîne Wallis-et-Futuna 1re de 2010 à 2018.
Nouveau logo de la chaîne Wallis-et-Futuna la 1re depuis janvier 2018.

### Sport
Les Wallisiens et les Futuniens représentent 0,05 % de la population française, mais « occupe[nt] une place bien plus importante dans le paysage sportif que ne laisse supposer le poids démographique de ces Polynésiens ».
De nombreux sports sont pratiqués sur le territoire, dont l'athlétisme avec notamment la spécialité du lancer du javelot et des champions comme Jean-Paul Lakafia qui a amélioré à deux reprises le record de France du lancer du javelot, le portant à 83,56 m en 1980 et à 84,74 m en 1983, Lolésio Tuita, Vitoli Tipotio, Monika Fiafialoto, Péta Tauhavili, Pételo Wakalina et Penisio Lutui ou encore en handisport Tony Falelavaki. On compte parmi les sportifs médaillés Aukusitino Hoatau, qui a notamment remporté la médaille d'argent au lancer du disque lors des Jeux du Pacifique de 2011. En 2019, les Wallisiens et Futuniens représentent sept des 25 meilleurs lanceurs de javelot français.

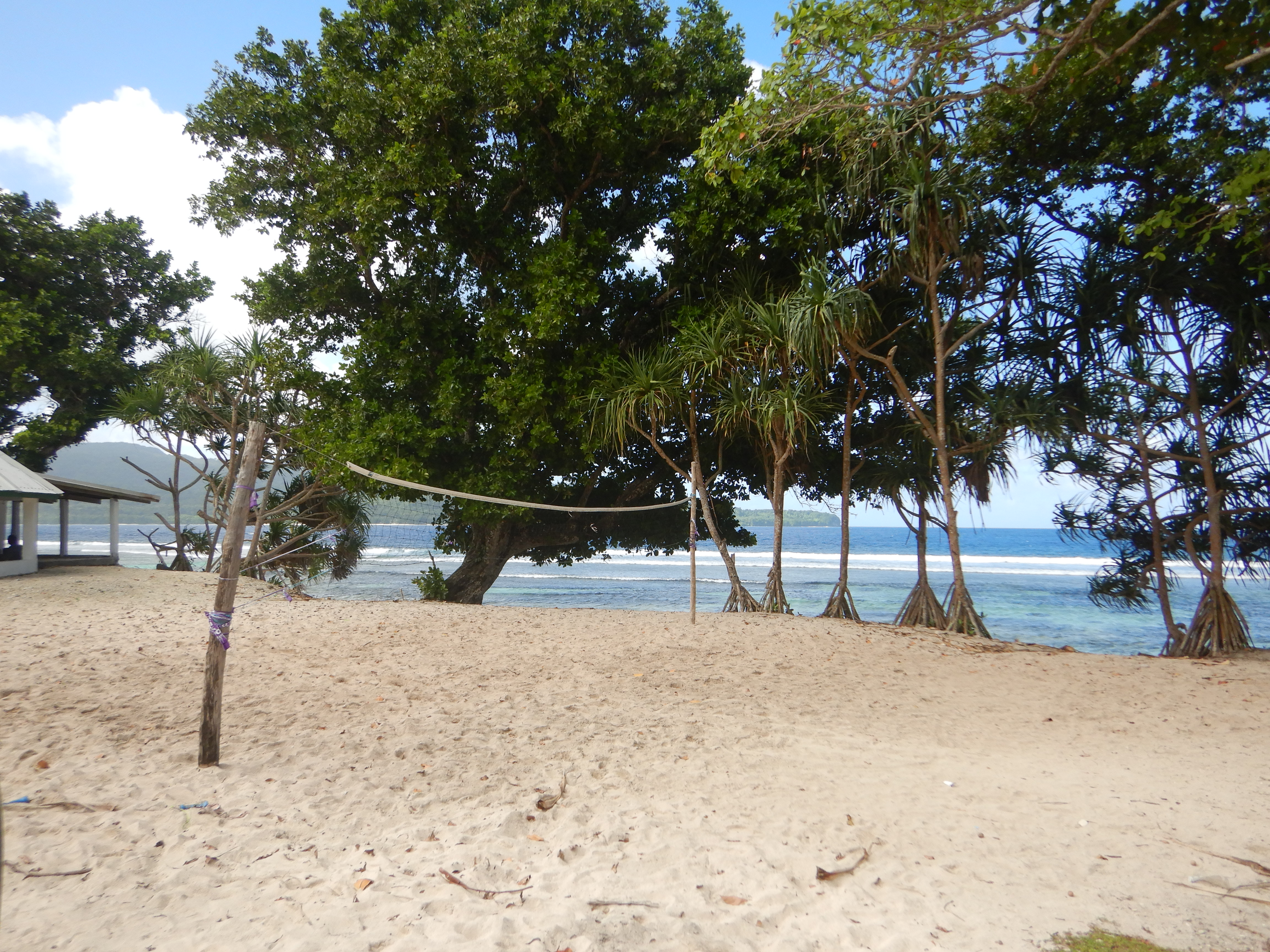
Un terrain de volley-ball à Futuna.

De nombreux joueurs de rugby à XV sont nés ou sont originaires de Wallis-et-Futuna ont joué pour le XV de France en métropole. C'est le cas de Vincent Pelo, Yann David, Christopher Tolofua, Sébastien Vahaamahina, Jocelino Suta, Romain Taofifénua, Emerick Setiano, Peato Mauvaka et Raphaël Lakafia. Également originaires de Wallis-et-Futuna, Pierre-Gilles Lakafia joue en équipe de France de rugby à 7 tandis que Mickaël Simutoga et Selevasio Tolofua ont pu intégrer l'équipe de France des -20 en 2015 et 2017. Le rugby à VII est également populaire. En 2020, une trentaine de joueurs wallisiens et futuniens évoluent dans des clubs professionnels français du Top 14 et Pro D2, et plus de 200 jouent dans un club métropolitain (élite à fédérale 3). Il existe une équipe locale de rugby à XV (rattachée à la Federation of Oceania Rugby Unions), mais elle n'a plus joué de match officiel depuis 1979. Le géographe Jean-Christophe Gay indique que « l'armée, dans les années 1960, a joué un rôle important dans la détection et l'émergence des premiers athlètes de niveau international », tels que Petelo Wakalina, Lolesio Tuita ou Penisio Lutui. En 2007 est créé le XV du Pacifique, une équipe interarmée regroupant des joueurs de Wallis-et-Futuna, Nouvelle-Calédonie et Polynésie française. Jean-Christophe Gay précise que si certains joueurs réussissent une carrière en métropole, beaucoup échouent ou « sont exploités comme des marchandises par certains dirigeants de clubs ou des intermédiaires peu scrupuleux ».
Le volley-ball est l'un des sports les plus joués sur le territoire, et a connu un fort développement depuis les années 1980. Les joueurs et les joueuses, souvent issus des mêmes familles (Tupou, Takaniko, Kolokilagi, Moleana, Masei, Sekeme, Tafilagi), incluent notamment Leyla Tuifua et Samuele Tuia, tous les deux ayant joué en équipe de France, ou encore Toafa Takaniko
Il existe également une équipe de football locale. Plusieurs joueurs originaires de Wallis-et-Futuna jouent en métropole et dans d'autres pays : c'est le cas de Wesley Lautoa (FCO Dijon) ou encore David Faupala à Manchester City.
En 2006, Jennifer Vegi est médaillée de bronze aux Championnats de France de Karaté Contact, puis elle remporte en 2007 la médaille d'or en taekwondo aux Jeux du Pacifique.
Le territoire de Wallis-et-Futuna participe aux Jeux du Pacifique (qui s'appelaient auparavant Jeux du Pacifique Sud). En 2013, le territoire a organisé et a accueilli, pour la toute première fois, les Mini-Jeux du Pacifique.
Une base nautique est située dans le village de Liku. Une association sportive, Vakala, propose des activités nautiques (notamment voile et kayak). L'athlétisme ainsi que d'autres sports tels que le volley-ball, le hand-ball ou le badminton, se pratiquent dans le centre sportif de Kafika, refait à neuf pour les MIni-jeux du Pacifique de 2013.

### Transports

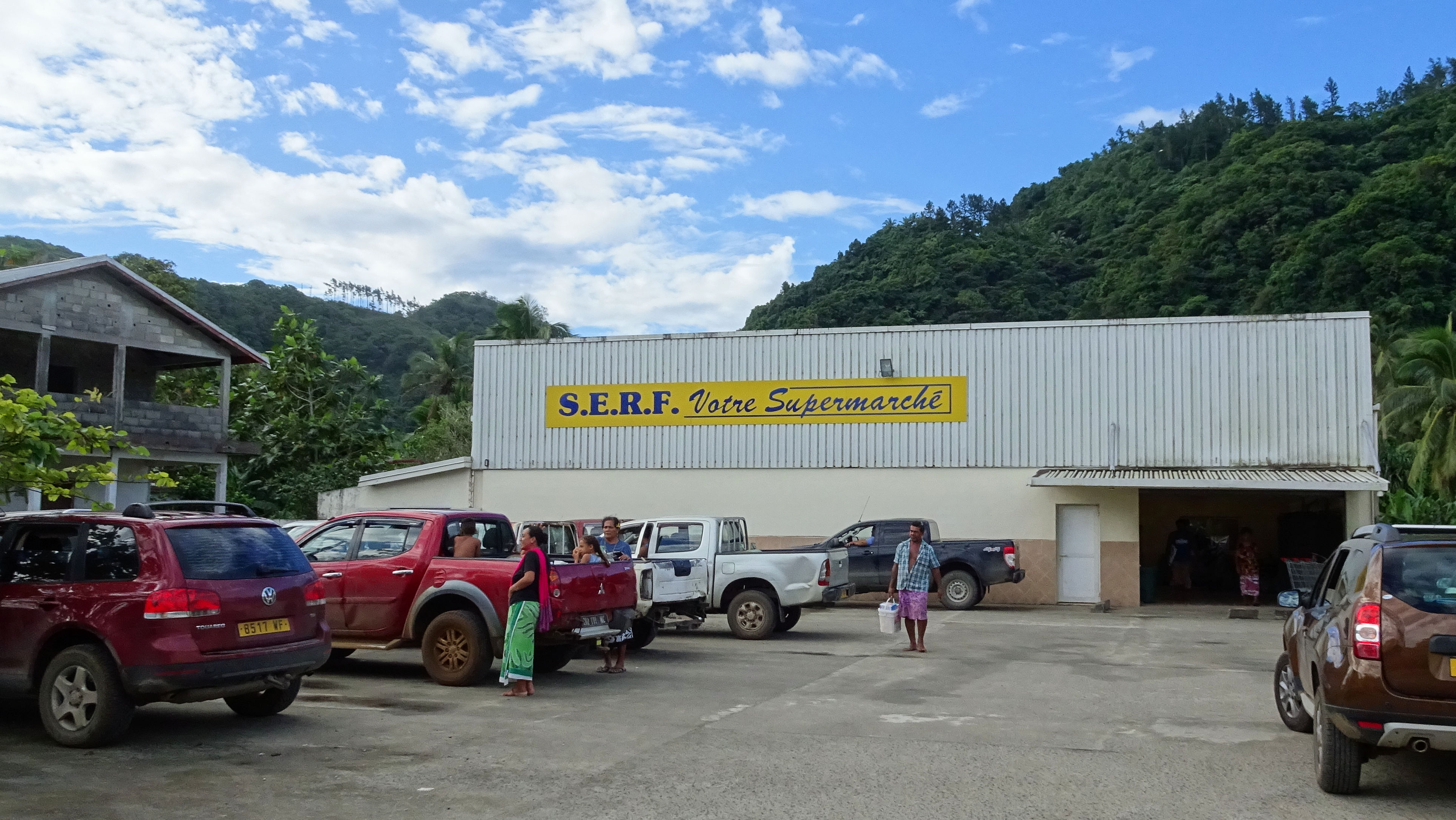
Parking d'un supermarché à Futuna en 2017. Les pick-up sont le moyen de transport le plus répandu sur le territoire.

Le cheval, introduit par les missionnaires dans les années 1840, a été longtemps utilisé pour les déplacements avant d'être remplacé dans les années 1970 par des véhicules automobiles. Dans les années 2000, l'importation de voitures augmente fortement. Dans les années 2020, la majorité de la population se déplace en voiture, à bord de pick-ups. 

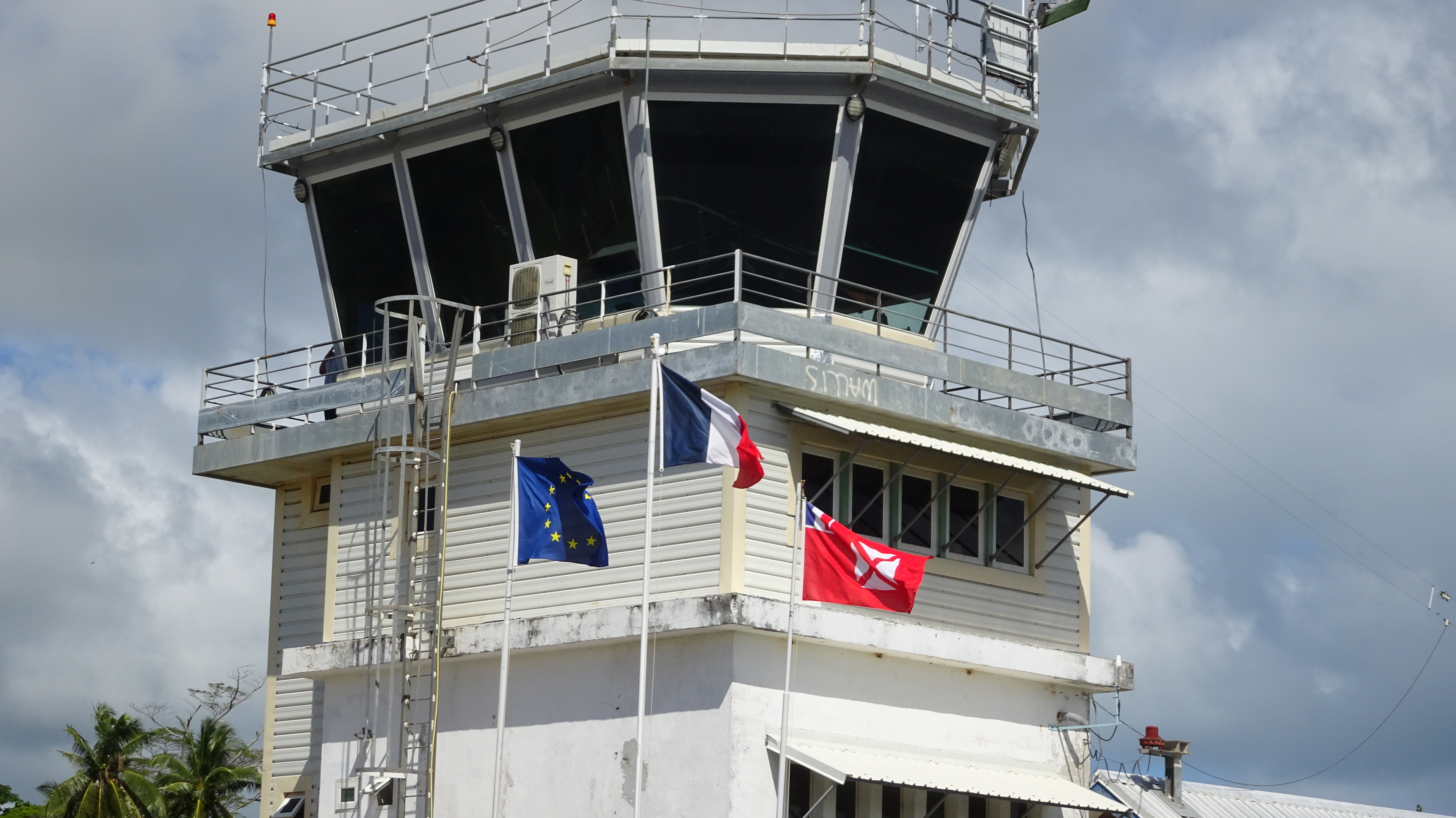
Tour de contrôle de l'aéroport de Wallis-Hihifo.

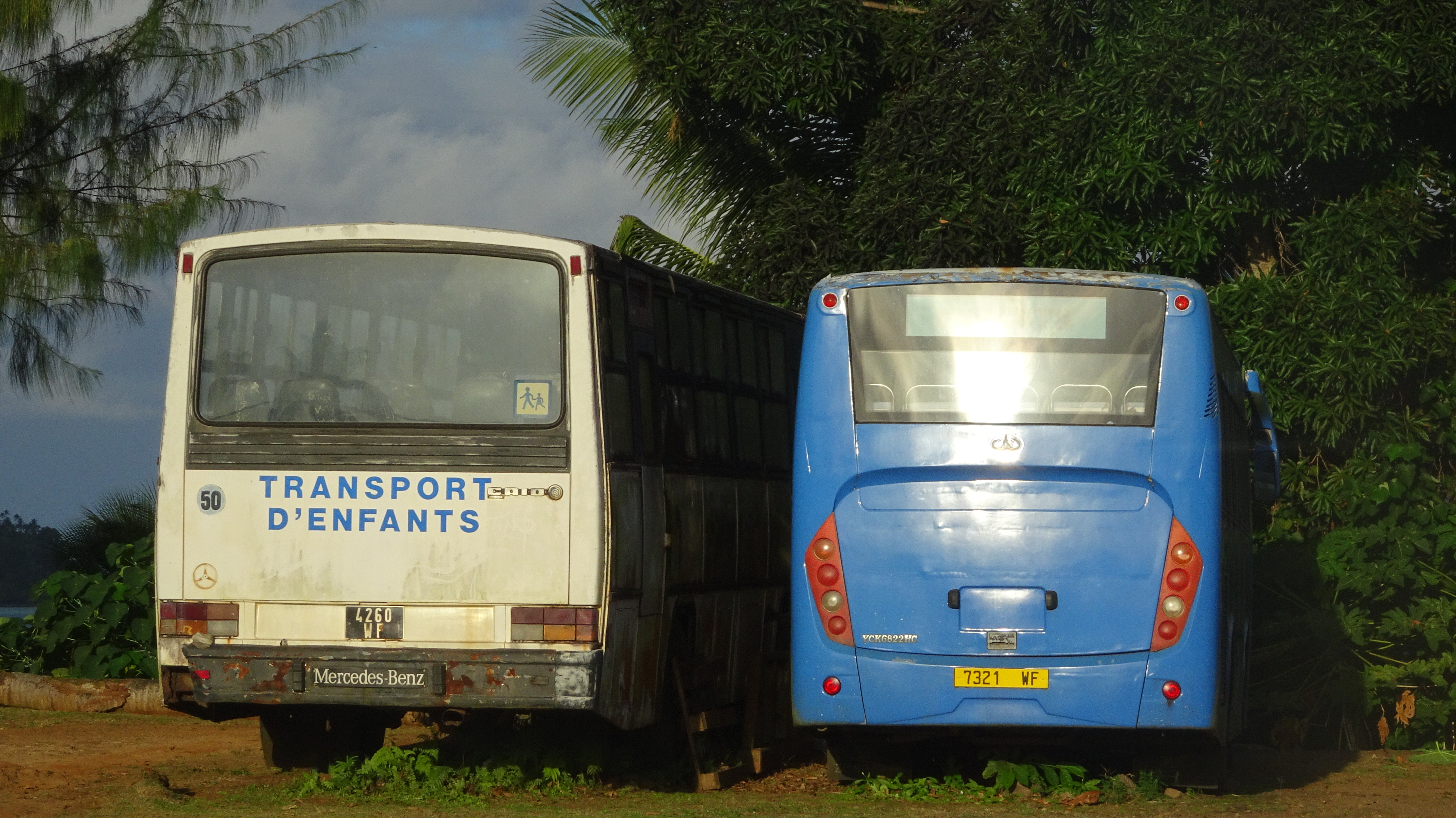
Bus de transport scolaire à Wallis.

Wallis-et-Futuna compte deux aéroports, un situé à Wallis, l'aéroport de Wallis-Hihifo et l'autre sur l'ile de Futuna, l'aérodrome de Futuna Pointe Vele.
L'aéroport de Wallis est créé en 1942 par US Navy pour être utilisé par des bombardiers lourds Alliés lors de la Seconde Guerre mondiale. En 2011, il assure près de 1 760 vols commerciaux pour 43 018 passagers ce qui fait de lui le plus grand aéroport du territoire.
L'aérodrome de Futuna est créé en 1968 pour faciliter le ravitaillement sur l'île. En 2017, il assure près de 1 374 vols commerciaux pour 12 696 passagers. Futuna, difficile d'accès, compte un seul accès portuaire à Leava, tandis que Wallis compte quatre passes dans son lagon qui permettent à des cargos de la ravitailler. Une seule compagnie maritime détient le monopole du ravitaillement de Wallis et Futuna.

## Administration et politique
Les institutions du territoire de Wallis-et-Futuna ont été fixées par la loi du 29 juillet 1961, que l'article 74 de la Constitution de 2003, qui l'englobe parmi les collectivités d'outre-mer, n'a pas aboli. Cela lui confère une situation juridique et administrative très particulière au sein de l'Outre-mer français car à Wallis-et-Futuna, si l'État français est républicain et laïque, la situation politique locale ne l'est pas : c'est un équilibre entre les trois royautés coutumières et l'Église catholique. Pour l'historien Frédéric Angleviel, il y a même cinq pouvoirs à Wallis-et-Futuna :
- les trois monarchies coutumières traditionnelles d'Uvea, Alo et Sigave ;
- l'Église catholique (installée depuis 1837) :
- l'administration française, présente depuis 1888 (résidents de France, puis administrateurs supérieurs à partir de 1961) ;
- le négoce (les marchands) ;
- et la politique, entendue ici comme le jeu des partis politiques « à l'occidentale », apparue en 1961 avec le statut de territoire d'outre-mer.

Sophie Chave-Dartoen évoque ce qu'elle nomme le « paradoxe wallisien » : « Depuis quarante ans, donc, la société wallisienne résiste à son assimilation par l’État républicain, forte d’une conscience très nette de son identité et des valeurs qui la distinguent, à ses yeux, de toute autre société ».

### Institutions territoriales

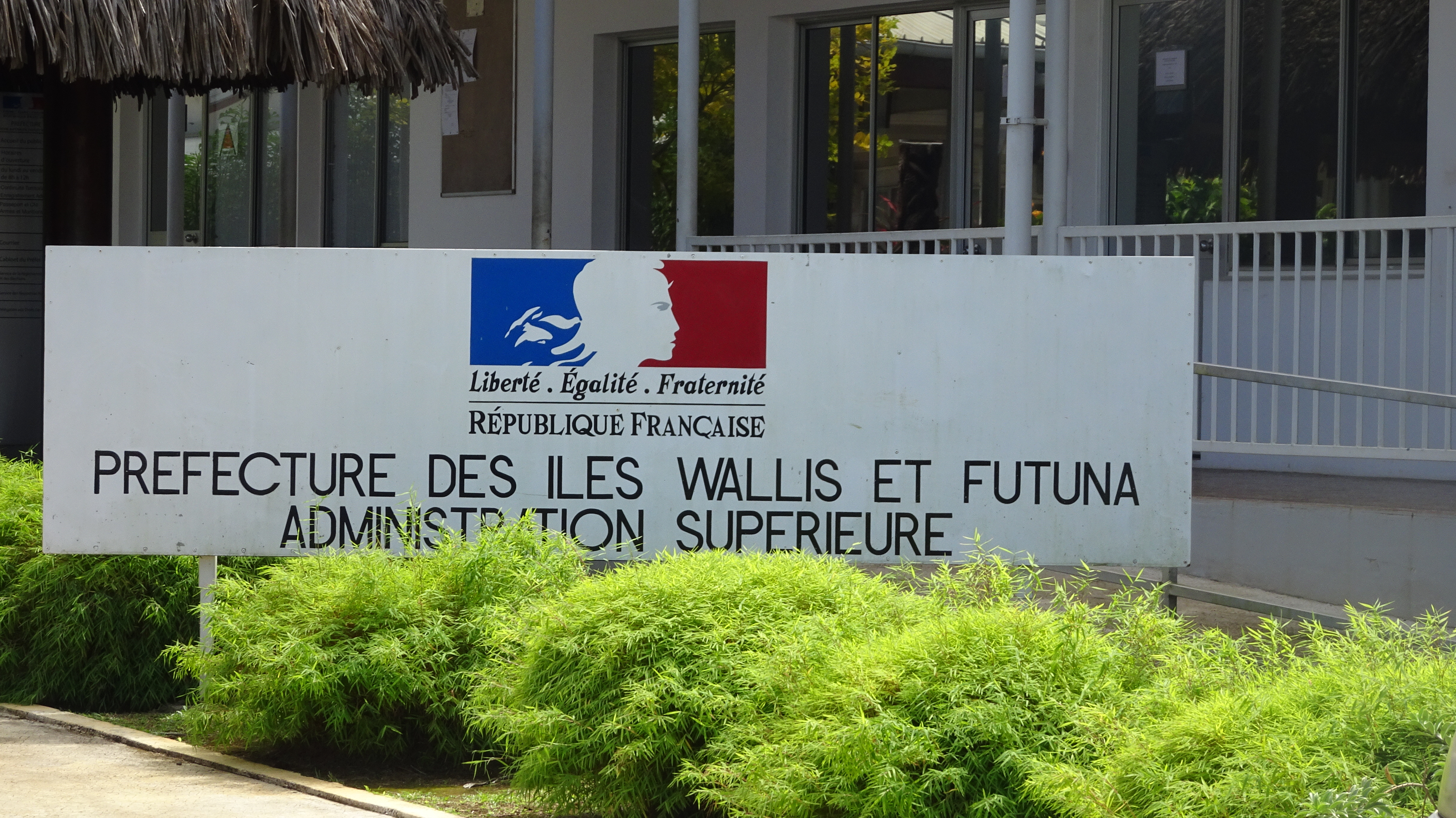
Panneau devant la préfecture de Wallis-et-Futuna à Mata Utu.

L'État français est représenté à Wallis-et-Futuna par un administrateur supérieur nommé par décret en conseil des ministres.
L'administrateur supérieur est également « chef du territoire » : à la différence des autres collectivités territoriales, le pouvoir exécutif est assuré par le représentant de l'État et non par un président élu. L'administrateur supérieur est assisté dans ses fonctions par un conseil territorial qu'il préside, composé des trois rois traditionnels et de trois membres nommés par l'administrateur supérieur avec l'approbation de l'assemblée territoriale.
L'assemblée territoriale est l'assemblée délibérante du territoire. Ses vingt sièges sont pourvus pour cinq ans au scrutin proportionnel plurinominal de liste à un tour dans cinq circonscriptions plurinominales correspondant aux cinq districts de la collectivité,,.
Les délibérations de l'assemblée territoriale n'entrent en vigueur que si elles sont approuvées par l'administrateur supérieur.
Le territoire est représenté à l'Assemblée nationale par un député (élu au suffrage universel), depuis 2022 Mikaele Seo, et au Sénat par un sénateur (élu indirectement par les représentants locaux siégeant à l'Assemblée territoriale, au Conseil territorial ou au sein de la hiérarchie coutumière des chefs de districts et de villages), depuis 2020 Mikaele Kulimoetoke (rattaché au groupe Rassemblement des démocrates, progressistes et indépendants).

### Royaumes coutumiers

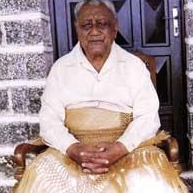
Le roi coutumier (Lavelua) Tomasi Kulimoetoke a régné de 1959 à 2007 sur le royaume d'Uvea.

L'article 3 du statut de 1961 dispose que « la République garantit aux populations du territoire des îles Wallis et Futuna, le libre exercice de leur religion ainsi que le respect de leurs croyances et de leurs coutumes en tant qu’elles ne sont pas contraires aux principes généraux du droit et aux dispositions de la présente loi ». La chefferie traditionnelle est reconnue officiellement par la République française.
Wallis-et-Futuna est l'une des rares collectivités françaises à ne pas être découpée en communes. À la place, le territoire est divisé en trois royaumes traditionnels, dénommés « circonscriptions territoriales » dans la loi :
- Uvea (sur l'île de Wallis), subdivisée en trois districts (Hihifo, Hahake et Mu'a) ;
- Alo (au sud-est de l'île de Futuna et sur l'île d'Alofi), anciennement subdivisé en deux districts (Tua au nord, et Alo au sud avec Alofi au sud-est) ;
- Sigave (au nord-ouest de l'île de Futuna)[75].

Chaque royaume dispose de la personnalité morale et éventuellement d'un budget. Il existe dans chaque royaume un conseil désigné selon la coutume et présidé par le roi. L'administrateur supérieur, à Uvea, et son délégué, à Alo et Sigave, est le chef de la circonscription chargé du pouvoir réglementaire et de l'exécution du budget.
Les trois royaumes ne sont pas héréditaires : ce sont les familles nobles, les aliki, qui élisent ou destituent les rois. Le pouvoir est assez décentralisé : les rois locaux doivent négocier avec les chefs de village (pule kolo), et répondre aux demandes des aliki qui les élisent, tout en négociant avec le représentant de l'État pour obtenir les budgets de développement du territoire.
Les royaumes exercent l'équivalent des compétences des communes et une partie de celles des conseils départementaux. Le royaume d'Uvea est en outre divisé en trois districts coutumiers (Hahake, Hihifo et Mu'a) qui regroupent plusieurs villages et exercent certaines compétences.
L'organisation de chaque royaume diffère :
- à Uvea, le roi (qui porte le titre de Lavelua) est le chef de la hiérarchie coutumière. Il est assisté d'un premier ministre (Kalae kivalu) et de cinq ministres et nomme, trois chefs de district (faipule) qui ont autorité sur les 21 chefs de village. Les chefs de village (pulekolo), qui peuvent lever les corvées d'intérêt général, gèrent les affaires du village au cours d'assemblées (fono) qui ont lieu le dimanche dans une case commune (fale fono)[71]. Le chef de village est choisi par l'ensemble des villageois pour ses qualités, mais ces derniers peuvent décider de le destituer[76]. En 2005, une crise coutumière éclate et repart après la mort de Tomasi Kulimoetoke. Depuis avril 2016, deux Lavelua se disputent le pouvoir à Wallis, bien que l'État ait reconnu officiellement Patalione Kanimoa[77]. La plupart des rois sont des hommes, mais certaines femmes ont accédé à cette fonction, comme Amelia Tokagahahau ou Aloïsia Brial.
- à Futuna, chacun des deux rois (le Tuigaifo à Alo et le Tuisigave à Sigave) dispose aussi de ministres, jouant le rôle de porte-paroles dans les conseils, mais ils ont une autorité limitée directement sur les chefs de village désignés par les familles princières qui peuvent démettre leur roi facilement. Les rois de Futuna se succèdent à un rythme plus élevé qu'à Wallis, restant en moyenne quelques années à cette fonction. Depuis le 5 mars 2016, le royaume de Sigave a de nouveau un souverain en la personne de Eufenio Takala[78]. Le 15 mai, le souverain d'Alo, Petelo Sea, a été destitué[79] ; trois semaines après, le royaume a un nouveau souverain en la personne de Filipo Katoa[80]. Lino Leleivai devient le nouveau Tuigaifo d'Alo le 30 novembre 2018 après l'abdication de Filipo Katoa pour raisons de santé[81]. Depuis août 2022, à la suite de l'abdication de Lino Leleivai, le royaume de Alo n'a plus de roi.

### Justice
Deux systèmes de justice coexistent et sont reconnus par le statut de 1961 : une justice coutumière, s'appliquant à presque toute la population (sauf les métropolitains), dirigée par les chefs coutumiers et compétente pour les litiges civils et fonciers ; et le système judiciaire français, compétent pour le droit pénal. Cette dernière est réalisée dans l'unique tribunal du territoire le tribunal de première instance de Mata-Utu et, pour les cas les plus graves, le tribunal de première instance de Nouméa et la cour d'appel de Nouméa en Nouvelle-Calédonie.

### Sécurité

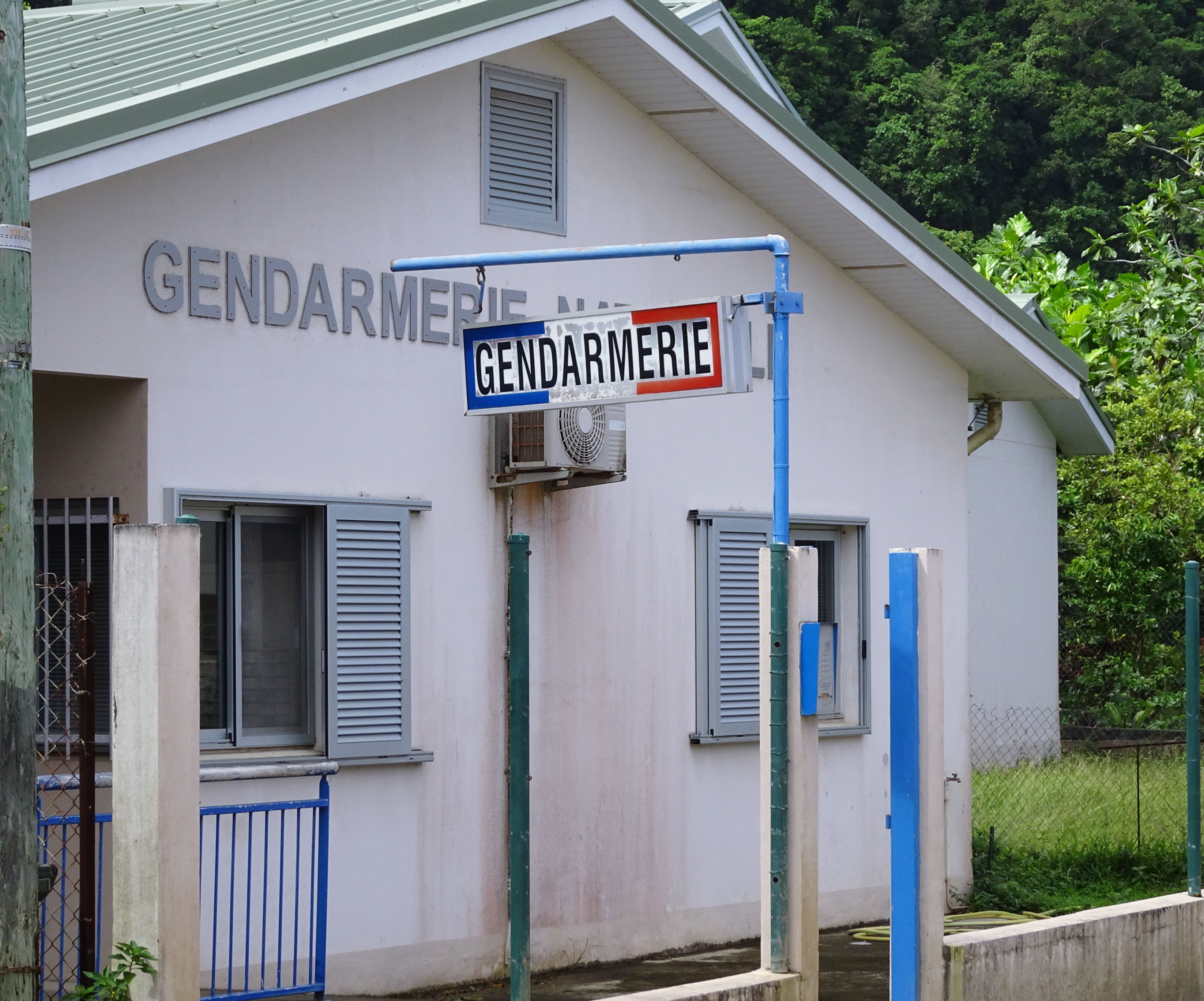
Gendarmerie de Leava (Futuna), une des deux gendarmeries du territoire.

En manière de sécurité, celle-ci est sous la direction de l'administrateur supérieur depuis la loi du 29 juillet 1961. Le Code de la sécurité intérieure prévoit que « Il dirige l'action de la gendarmerie nationale et de la garde territoriale en matière d'ordre public et de police administrative. Dans le respect du statut militaire pour ce qui concerne la gendarmerie nationale, le responsable du commandement de la gendarmerie nationale et celui des services de la garde territoriale sont placés sous son autorité et lui rendent compte de l'exécution et des résultats de leurs missions en ces matières. ».
On compte un centre de secours par île comprenant 29 pompiers professionnels. Concernant la police, seules deux gendarmeries sont présentes (une par île). Il n'y a pas suffisamment d'habitants pour qu'il y ait la police nationale. La criminalité reste faible et au cas où les forces de l'ordre seraient débordées, il peut être fait appel aux CRS de Nouvelle-Calédonie (le territoire relève de la zone de défense et de sécurité de Nouvelle-Calédonie), comme en 2005 des troubles liées à la succession au trône (voir crise coutumière wallisienne).
Les gardes territoriaux de Wallis-et-Futuna sont au nombre de 22 sur le territoire en 2006 (17 à Wallis et 5 à Futuna). Ils ont pour rôle à une échelle plus locale d'aider le travail de la gendarmerie et de surveiller les bâtiments administratifs comme la prison et la préfecture.
La maison d'arrêt de Mata-Utu, seule prison du territoire, est initialement cogérée à son ouverture en 1992 par la gendarmerie nationale et les gardes territoriaux de Wallis-et-Futuna qui, au nombre de 5, assurent le rôle de surveillants de prison. Ces gardes sont par la suite intégrés dans le corps des surveillants et surveillants principaux de l’Administration pénitentiaire le 1er mars 2019 tandis que leur hiérarchie reste externe à la DAP. La situation administrative de l'établissement évolue encore au 1er avril 2022, date à laquelle la responsabilité de l'établissement est officiellement transférée à la direction de l'Administration pénitentiaire. Un chef d'établissement, relevant également de l'Administration pénitentiaire, est nommé et affecté le même jour dans l'établissement

### Partis politiques
La vie politique de Wallis-et-Futuna (entendue ici comme le jeu des partis politiques) débute avec l'adoption du statut de 1961, qui crée l'Assemblée territoriale et dote le territoire d'un député et d'un sénateur. Toutefois, le faible nombre d'habitants, l'éloignement de la métropole, l'importance de la communauté wallisienne et futunienne en Nouvelle-Calédonie, ainsi que la forte influence de la coutume et de la religion catholique font que la politique ne peut être uniquement analysée sous le prisme des clivages politiques métropolitains : « Wallisiens et Futuniens suivent de très loin la politique nationale » et « [le] système électoral insulaire [est] basé sur le clientélisme [et] un réseau familial ».
En 1962, Hervé Loste est élu député et son père Henri Loste devient sénateur. La famille Loste ne reste pas longtemps au pouvoir : en 1967, Benjamin Brial du RPR gaulliste devient député et Sosefo Makape Papilio, du RPR également, devient sénateur en 1971. Une opposition plus jeune incarnée par l'Union pour la démocratie française (UDF) se structure, et pendant plus de vingt ans, la politique locale est marquée par cette lutte entre RPR et UDF.
Il faut attendre 1989 pour voir la gauche, avec le Parti radical de gauche, être à nouveau portée au pouvoir sur place, avec l'élection du député Kamilo Gata (ancien du RPR). Celui-ci est à son tour battu en 1997 par Victor Brial (neveu de Benjamin), nouveau chef du RPR local et également président de l'Assemblée territoriale de Wallis-et-Futuna de 1997 à 1999. Victor Brial est battu en juin 2007, contre toute attente, par le socialiste Albert Likuvalu. Celui-ci avait auparavant été brièvement président de l'Assemblée territoriale du 22 février au 24 novembre 2005, bénéficiant alors d'une alliance éphémère entre l'opposition de gauche (7 élus sur 20) et quelques élus divers droites.
Lors des élections territoriales de 2002, la droite locale (encore RPR alors, futur UMP, remporte le scrutin avec 9 élus sur 20 et complète sa majorité avec les cinq représentants divers droite de l'Alliance pour Wallis-et-Futuna. Toutefois, le leader de celle-ci, Albert Likuvalu, se rapproche de l'opposition locale, formée de quatre élus de l'Union pour Wallis-et-Futuna (gauche socialiste) et deux non inscrits. Ces trois formations (Alliance, Union et non-inscrits) forment donc une majorité éphémère de 11 membres sur 20 du 22 février au 24 novembre 2005, l'UMP étant relégué dans l'opposition et Likuvalu prenant la présidence de l'Assemblée. Le 24 novembre 2005, sur fond de conflits coutumiers à Wallis entre les partisans du roi local et les « rénovateurs », les quatre autres élus de l'Alliance s'éloignent d'Albert Likuvalu et reforment une majorité avec l'UMP. Likuvalu reste quant à lui dans l'opposition, et participe en 2006 à la création de la fédération locale du Parti socialiste. Du 24 novembre 2005 à avril 2007, la nouvelle majorité de droite porte à la présidence de l'Assemblée Erménégilde Simete, membre de l'UMP.
Pour les élections locales du 1er avril 2007, 26 listes s'étaient portées candidates pour 20 sièges. Parmi les élus, 12 se sont finalement rangés dans la majorité UMP-UDF-divers droite qui a porté Pesamino Taputai, représentant local de l'UDF-MoDem, à la présidence de l'Assemblée territoriale. L'opposition, composée de huit élus, est, quant-à-elle, organisée autour du PS local d'Albert Likuvalu qui, deux mois plus tard, est élu député contre le sortant Victor Brial. Il est à préciser que parmi les cinq candidats présents au 1er tour, trois étaient des élus de la majorité à l'Assemblée territoriale : outre Victor Brial pour l'UMP, Pesamino Taputai représentait le MoDem et l'ancien président de l'Assemblée et désormais président de sa commission permanente, Erménégilde Simete, candidat divers droite.
Donc, en théorie la vie politique à Wallis-et-Futuna est dominée par les représentants locaux des grands partis métropolitains, le FN y étant également présent depuis l'élection présidentielle de 2002 et est représenté par Gaston Lutui qui fut candidat aux législatives de 2002 mais pas en 2007.
La coutume est omniprésente et se reflète dans la vie politique locale.

### Crise politique wallisienne
En 2005, une crise politique éclate à Wallis. Elle débute quand un petit-fils du roi d'Uvea (Tomasi Kulimoetoke II, régnant depuis 46 ans) est condamné pour homicide involontaire. Le petit-fils se réfugie au palais royal et le roi résiste d'abord aux demandes d'arrestation de son petit-fils, considérant que cela relève de la justice coutumière. De l'autre côté, les autorités françaises demandent que l'affaire soit jugée au pénal. Ce choix divise les familles aristocratiques et la population wallisienne. Deux camps s'opposent : d'un côté, les royalistes, partisans du Lavelua et de l'autre les « rénovateurs », souhaitant une évolution de la coutume. Une partie des chefs de village, soutenus par le nouveau préfet Xavier de Fürst, décident alors d'introniser un nouveau roi, Sosefo Mautamakia. Le conflit institutionnel manque de tourner à l'affrontement avec les partisans du roi, qui occupent l'aéroport et édifient des barrages. La situation s'arrange finalement grâce à l'intervention d'un médiateur français qui reconnaît l'autorité du roi Tomasi Kulimoetoke II. La cérémonie d'intronisation des dissidents est alors annulée, mais l'autorité du préfet de Fürst est entamée. Pour les Wallisiens, l'île était au bord de la guerre civile.
Le 7 mai 2007, Tomasi Kulimoetoke II décède à l'âge de 88 ans : son règne aura été l'un des plus longs de l'histoire de Wallis, de 1959 à 2007 (48 ans). Après la période de deuil coutumier s'ouvrent les négociations et palabres au sein des familles royales pour la désignation d'un nouveau roi. En juillet 2008, Kapeliele Faupala est intronisé Lavelua. Les incidents sur l'île, mêlant droit coutumier et instances républicaines, continuent en 2010. Kapeliele Faupala est destitué le 2 septembre 2014 à la suite de désaccords avec son premier ministre. Ainsi, onze ans après la crise de 2005, la réconciliation entre les deux camps semble « peu [probable] tant les blessures réciproques après le conflit de 2005 restent à vif » et l'île reste profondément divisée. Pendant deux ans, Uvea reste sans roi.
En avril 2016, de nouvelles tensions éclatent autour du projet d'intronisation d'un nouveau roi, Tominiko Halagahu (chef du district de Hihifo). Une partie des familles royales est opposée à ce choix et nomme une nouvelle chefferie. Tominiko Halagahu est intronisé à Vailala, vendredi 15 avril : « Un point de non-retour est atteint. ». Deux jours plus tard, la nouvelle chefferie intronise elle aussi un Lavelua, Patalione Takumasiva. Wallis se retrouve donc dans une situation coutumière inédite, avec deux rois et deux chefferies. « Le pouvoir coutumier d’Uvea est donc représenté par 2 rois et 12 ministres. La population est totalement divisée ».
Dans cette situation, le préfet doit arbitrer entre les deux camps, or « l’État ne s'immisce pas dans les affaires coutumières ». Il finit par reconnaître Patalione Kanimoa en juin 2016. Cette division entre deux Lavelua concurrents s'explique en partie par les séquelles de la crise coutumière de 2005. Le 28 mai 2016, deux chefs de village et un faipule (chef de district) sont installés par la nouvelle chefferie : « désormais, Wallis a deux Lavelua et deux grandes chefferies au complet ».

## Économie

### Une économie du don et du contre-don

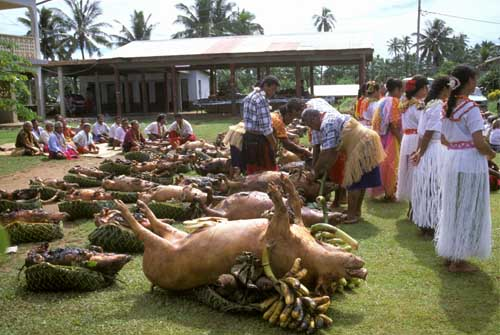
Cochons, nattes et légumes offerts lors d'une cérémonie coutumière, le katoaga.

L'économie de Wallis-et-Futuna est essentiellement rurale, axée sur la pêche artisanale dans le lagon et l'agriculture océanienne vivrière. Elle s'inscrit dans une économie de don et de contre-don, où l'échange marchand est quasiment absent. De grandes cérémonies coutumières comme le katoaga, permettent une circulation des richesses et une réaffirmation de l'ordre social. La valeur des biens qui y sont échangés, de manière ostentatoire, dépend davantage des relations sociales mobilisées pour les obtenir (le chef coutumier doit réussir à rassembler de nombreux villageois sous son autorité pour y parvenir) que de leur valeur d'usage. L'anthropologue Sophie Chave-Dartoen note ainsi que « des termes tels que "richesse" et "monnaie" n'ont pas d'équivalent dans la langue wallisienne et leur traduction pose problème ».
Pour l’anthropologue Patrick Vinton Kirch, ces cérémonies d'échange de biens contraignent les habitants à produire davantage que ce qui suffirait à leur subsistance pour avoir toujours des surplus à offrir. Cela façonne donc la production agricole (ignames, taro...) et ses produits dérivés (nattes et tapa).

### Commerce

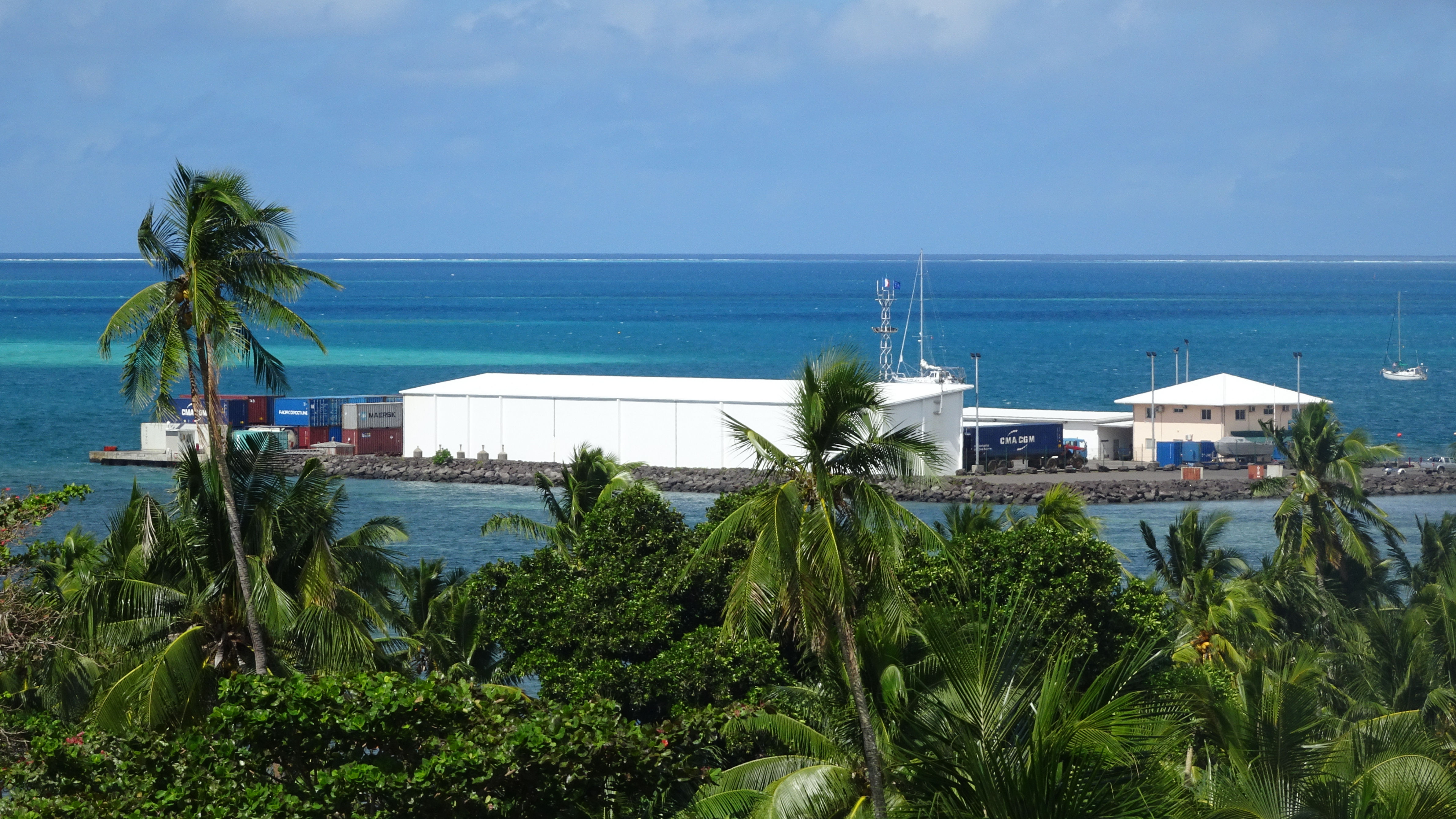
Le wharf (quai) de Mata Utu est le point d'entrée de l'essentiel des marchandises qui sont importées à Wallis.

Au XIXe siècle, des navires européens commencent à échanger des biens avec les insulaires, puis des commerçants européens et chinois créent des comptoirs et des magasins. Ils font notamment le commerce du coprah, qui devient la principale ressource exportée par ces îles. Parce qu'ils permettent l'approvisionnement des îles en biens manufacturés et en ressources extérieures, ces marchands jouent rapidement un rôle politique important et certains s'engagent dans la politique locale : c'est le cas de la famille Loste (établissements Ballande) ou encore de la famille Brial, solidement implantée dans les affaires locales.
L'économie wallisienne et futunienne est basée sur les dons de biens au sein des familles : cela rend difficile la vente et la réalisation de profit, les membres de la famille venant régulièrement demander des produits ou achetant à crédit sans rembourser. C'est une situation qui se retrouve dans une bonne partie de l'Océanie et que les anthropologues nomment « dilemme du marchand ». Cela explique que la plupart des commerçants sont d'origine étrangère, n'étant pas soumis aux obligations coutumières familiales.
Plusieurs tentatives pour créer un marché central en 1976, 1981 et 1987 ont toutes échouées, car pour les Wallisiens et les Futuniens, donner le fruit de son travail est source de fierté et le vendre est synonyme de honte. La valeur d'un individu se mesure non pas aux richesses qu'il possède, mais à sa capacité à offrir des biens en grande quantité. Ainsi, la société wallisienne et futunienne ne pratique pas l'accumulation de richesses ni la thésaurisation.

### Salariat et emploi public
Depuis 1961 et le passage du protectorat à un territoire d'outre-mer, l'administration française s'est installée sur les îles et a embauché de nombreux habitants dans les différents services publics locaux.
Depuis 1976, l'emploi public a été considérablement accru, passant de moins de 400 emplois non marchands pour 4 000 actifs à plus de 1 070 sur 1 800 emplois dans le secteur marchand. Si plus de 300 nouveaux jeunes sortent du système éducatif chaque année, il n'y a guère plus de 15 nouveaux emplois créés. Aussi, ce chômage important est compensé par un exode massif de la population, surtout des jeunes qui tentent leurs chances en Nouvelle-Calédonie, en Australie, ou directement en France métropolitaine.

### Situation contemporaine (XXIesiècle)

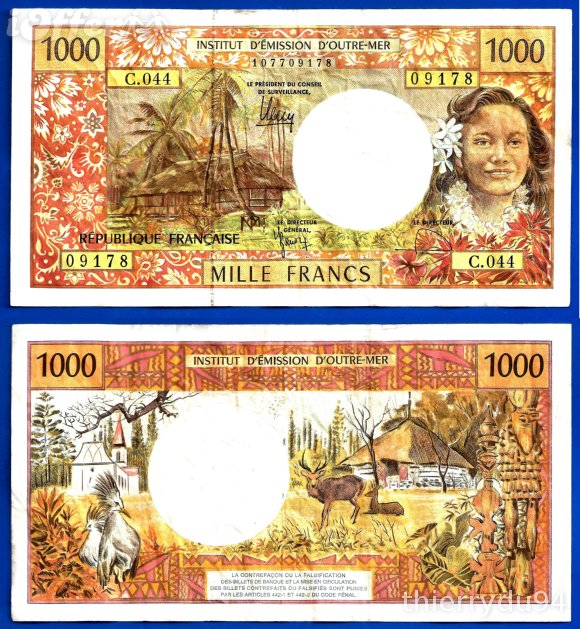
Ancien billet de 1000 francs Pacifique.

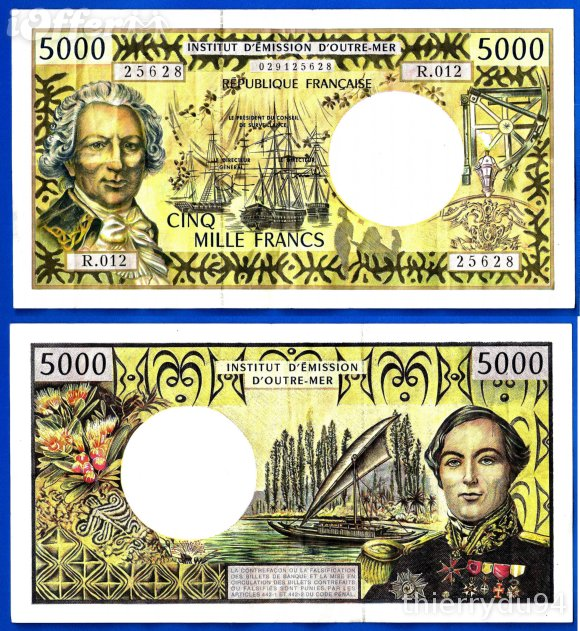
Ancien billet de 5000 francs CFP.

En 2016, le ministère des Outre-Mers indique : « L'économie de Wallis-et-Futuna est restée traditionnelle et demeure faiblement monétarisée. L'autoconsommation y est deux fois plus élevée qu'en métropole. L'économie est largement soutenue par la dépense publique à travers les salaires distribués. »
La population, plus pauvre qu'en métropole mais la plus riche du Pacifique-Sud, n'a majoritairement pas accès à l'économie monétaire (70 % des actifs), et près de 70 % des actifs travaillent pour l'administration publique. Moins de 1 000 actifs travaillent dans des sociétés semi-publiques ou privées (notamment l'artisanat de la nacre destiné à l'exportation et issu de la pêche de coquillages).

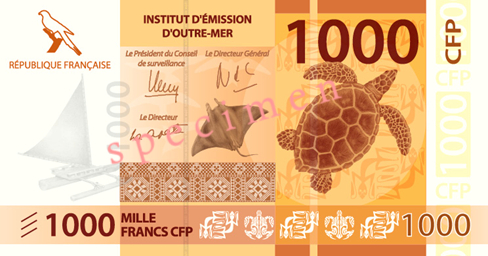
Nouveau billet de 1000 francs Pacifique (XFP)

La dangerosité et les difficultés d'accès maritime aux îles, liées à leur environnement naturel dangereux, l'absence de port en eaux profondes combinée à l'éloignement des grandes routes commerciales avec les pays plus riches comme l'Australie et la Nouvelle-Zélande, la quasi-absence de produits exportables (qui oblige les cargos de fret à repartir à vide et contribue à accroître le coût des importations de produits manufacturés) ou même l'insuffisance de liaisons aériennes qui faciliterait le développement touristique contraignent ces îles à un développement difficile et nécessitant un apport constant de capitaux publics.
Les produits frais tels que la viande arrivent essentiellement par transport aérien de Nouméa.

#### Recettes publiques
Une partie des recettes publiques est constituée par la taxe annuelle forfaitaire sur toute activité commerciale (patente). Les sociétés extraterritoriales, qui n'ont aucune activité sur le territoire de Wallis-et-Futuna, appelées aussi sociétés offshore, ont une patente plus élevée de 1 800 euros par an. Le code pénal et le code de commerce français s'appliquent à Wallis-et-Futuna.
Wallis-et-Futuna a une législation spéciale favorable pour l'immatriculation des navires dérogeant au droit français. L'administration favorise ce régime. La compagnie française Le Ponant immatricule ses navires à Wallis. Une entité locale est spécialisée dans l'immatriculation des sociétés et des navires à Wallis.

#### Tourisme
Le tourisme sur l'île de Wallis est faiblement développé, avec quatre établissements hôteliers Il existe quelques restaurants à Mata Utu, ainsi que des commerces de proximité. Certains endroits comme le lac Lalolalo sont devenus des lieux touristiques. L'île de Futuna connaît un tourisme religieux important, avec des pèlerins venus de toute la région venant vénérer Pierre Chanel, martyr de l'Océanie.
L'île de Futuna dispose de deux hôtels offrant 11 chambres.

### Services

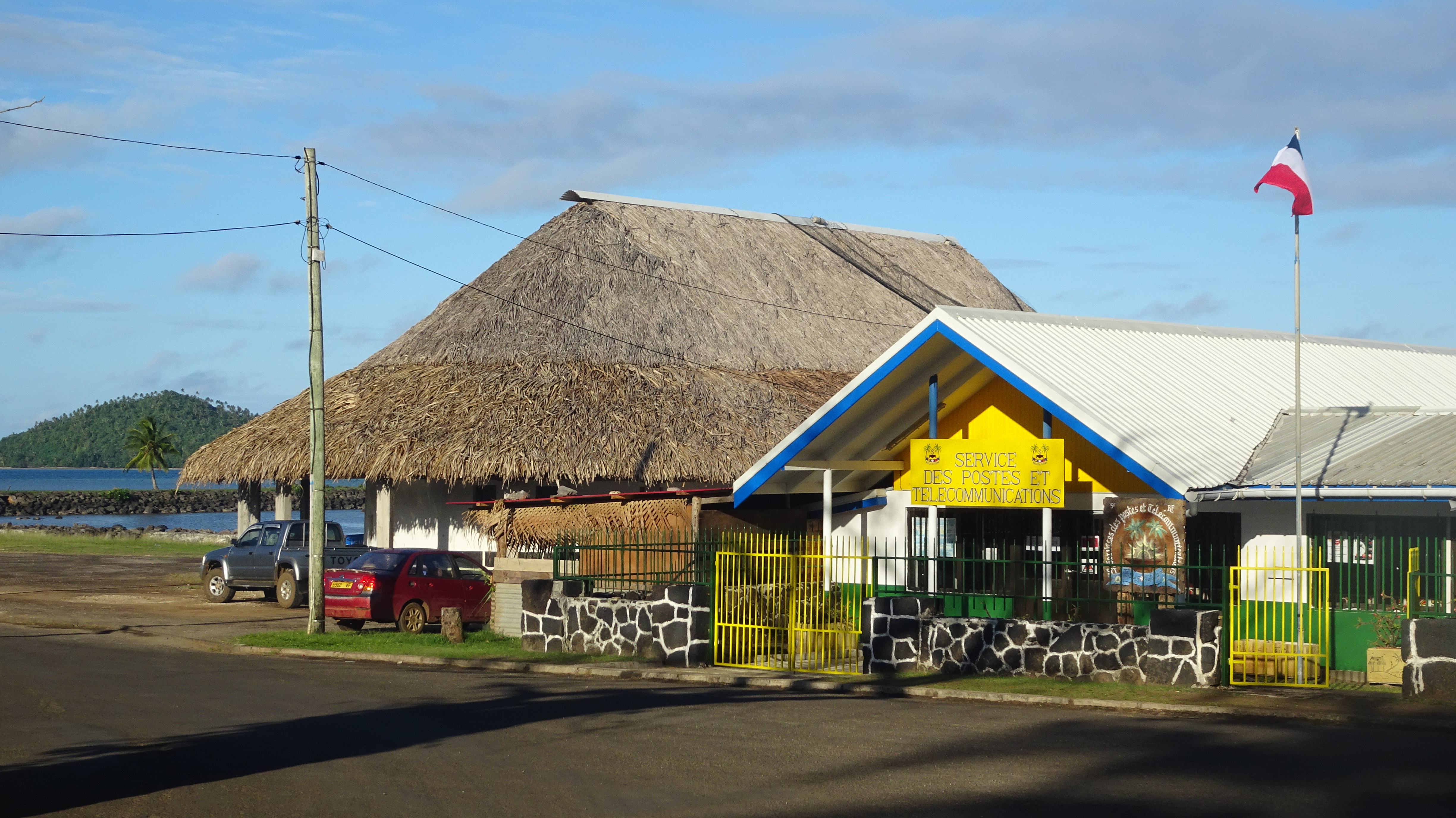
Le service des postes et des télécommunications.

Il n'y a sur le territoire qu'une seule banque, la Banque de Wallis-et-Futuna ; la BWF est une filiale de BNP Paribas. Le Trésor public n'ouvre plus de comptes et La Poste n'y a pas de services financiers. La banque sur Futuna n'est ouverte que deux jours par mois.
Le service des postes et télécommunications de Wallis-et-Futuna a une activité d'émission de timbres-poste.

### Infrastructures
Wallis-et-Futuna compte un certain nombre d'infrastructures visant à assurer l'autonomie du territoire, notamment un wharf à Halalo et un autre à Mata-Utu (à Wallis), permettant aux cargos d'accoster pour décharger les nombreuses marchandises importées ; à Futuna, l'accès des navires se fait dans l'Anse de Sigave, par temps calme. L'électricité a été installée sur les îles en 1987.
L'Internet à haut débit a été installé en 2007. Le téléphone et l'internet sont gérés par le Service des postes et télécommunications (SPT), qui travaille avec Orange.
Dans les années 2020, de nombreux habitants s'équipent de kits de connexion à internet Starlink de l'entreprise américaine Space X.

## Culture
La culture de Wallis-et-Futuna a été étudiée par plusieurs anthropologues successifs. Il existe un service des Affaires culturelles sur le territoire situé à Aka'aka dans le district de Hahake à Wallis.
À propos de la culture wallisienne et futunienne, l'anthropologue Dominique Pechberty écrit : « Wallis et Futuna sont parmi les rares îles polynésiennes à avoir conservé vivantes des coutumes qui ailleurs ont progressivement disparu lors des contacts répétés avec les Occidentaux (...) Il ne s'agit pas d'un folklore à l'usage des touristes, ni de la reconquête d'un patrimoine culturel pour retrouver une identité perdue. »

### Archéologie

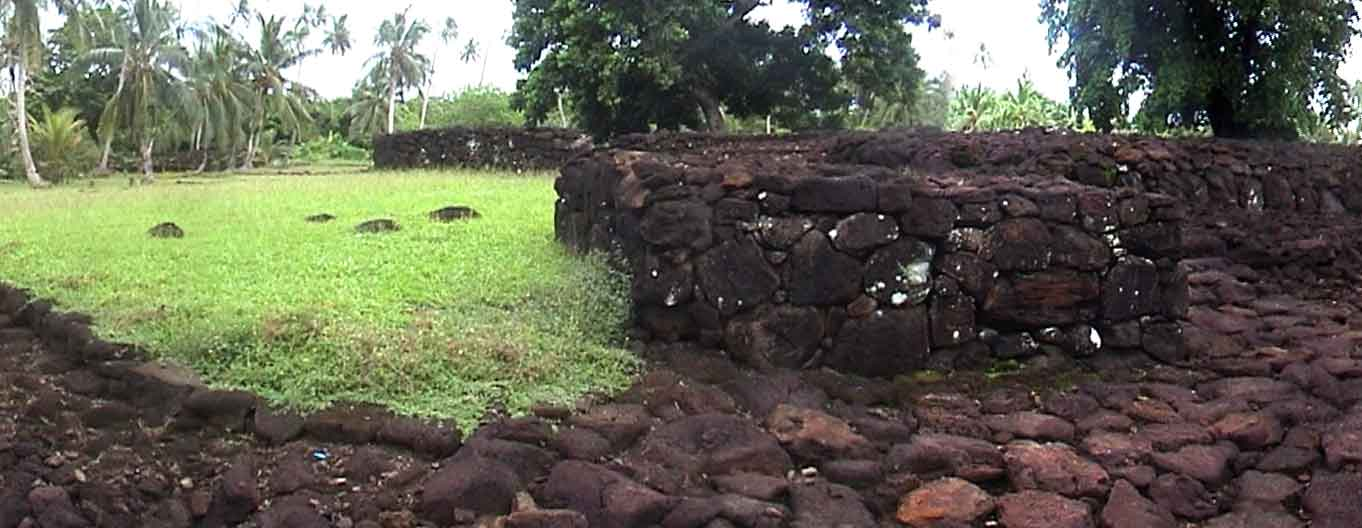
Ruines du fort Talietumu.

Des chercheurs du CNRS et de l'Institut de recherche pour le développement de Nouméa ont procédé dans les années 1990 à des fouilles sur le territoire de Wallis-et-Futuna.
L'un des sites archéologiques majeurs de Wallis est le fort tongien de Kolo Nui à Talietumu, dans le district de Mu'a. À Futuna, plus d'une trentaine de forts (kolo) ont été recensés.

### Religion

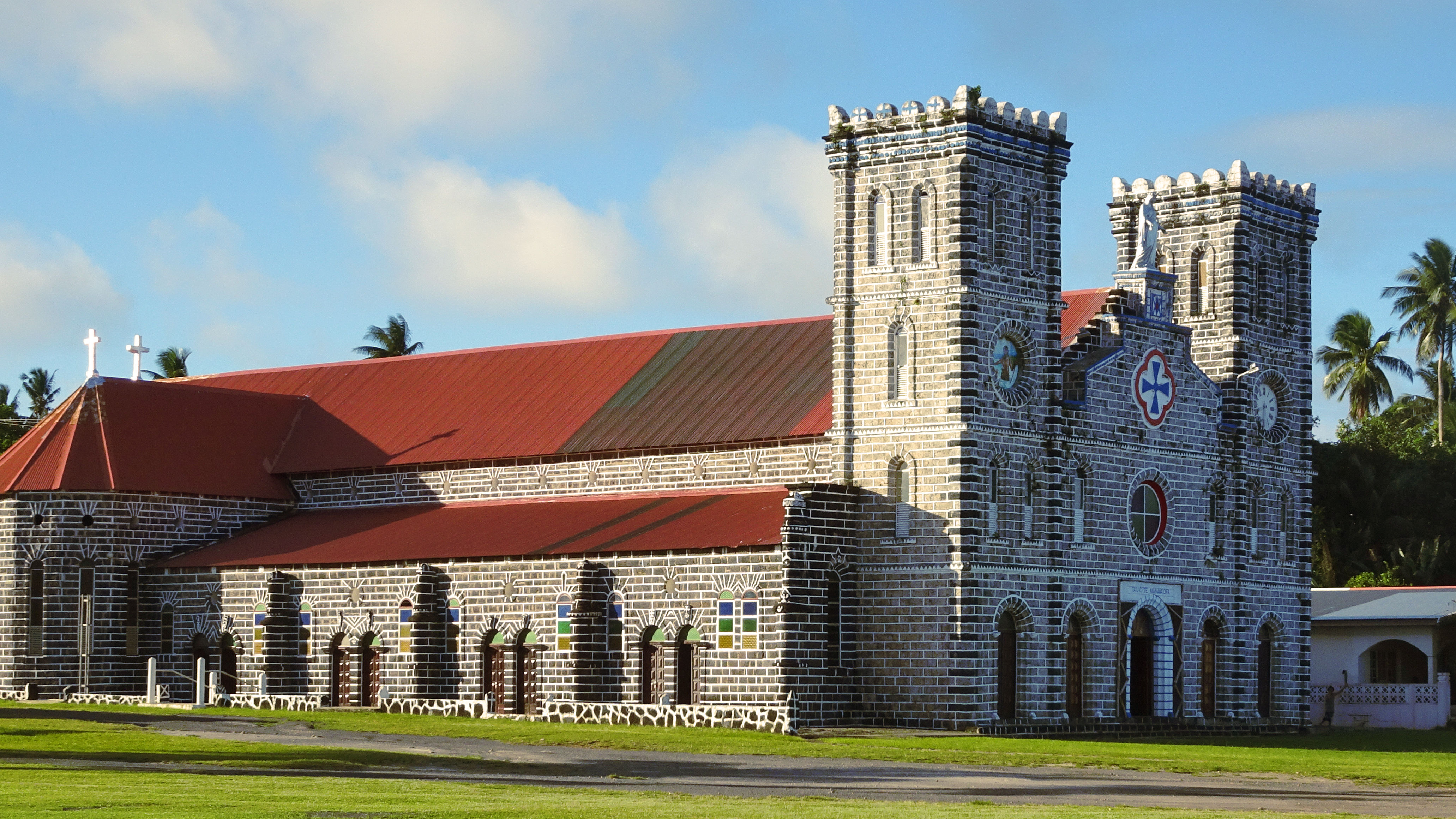
Cathédrale Notre-Dame-de-l'Assomption de Mata Utu.

La religion de Wallis-et-Futuna est le catholicisme, depuis que des missionnaires maristes ont converti ces îles dans les années 1840 et 1842 à presque 100% de la population . La religion traditionnelle a été supplantée par le catholicisme, qui a intégré de nombreux éléments des croyances locales et s'est adapté à la coutume. Encore aujourd'hui mais depuis toujours, la religion joue un rôle majeur dans le quotidien de la population et s'est intégrée dans la culture locale. Le christianisme a remplacé les divinités de la religion traditionnelle, sans pour autant la détruire complètement : une certaine acculturation ou syncrétisme s'est mis en place. Les fêtes religieuses rythment la vie quotidienne et sont l'occasion de cérémonies coutumières (katoaga). La mission catholique joue également un rôle politique important aux côtés de la chefferie coutumière. La situation juridique particulière conférée par le statut de 1961 à ce territoire reconnaît le rôle de la religion. Quelques autres églises chrétiennes sont présentes de manière minoritaire.

#### Églises

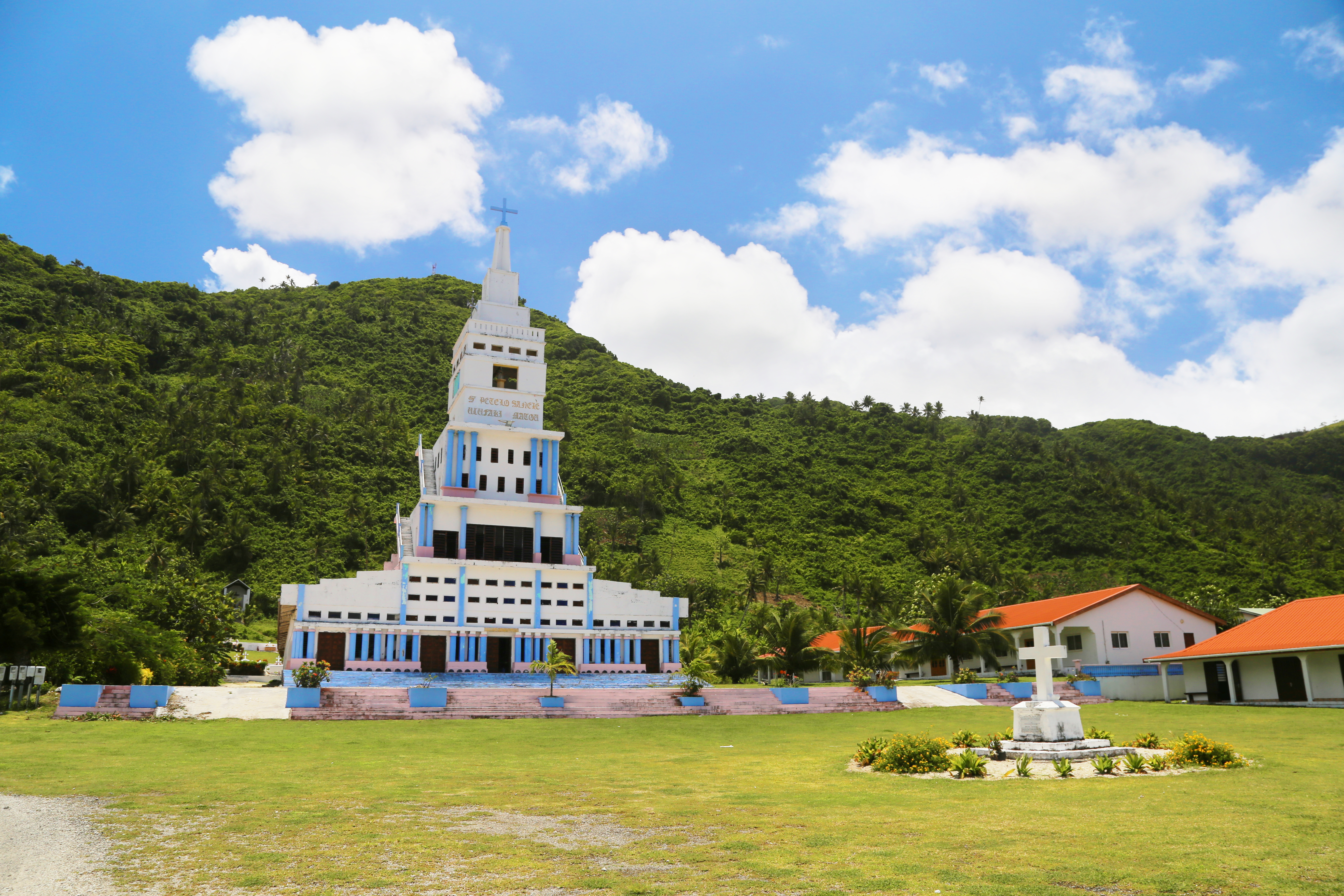
La basilique Saint-Pierre-Chanel de Poi, à Futuna.

La construction des églises sur le territoire peut être considérée comme un art. Toutes différentes les unes des autres, ces dernières sont en pierres volcaniques pour la plupart et très colorées. Elles sont présentes dans chaque district et dans chaque village. Les pierres sont toutes sculptées à la main. Sur Wallis, on compte à peu près 26 monuments religieux et sur Futuna, elles sont au nombre de 22. Seuls monuments imposants du territoire, elles font partie intégrante du patrimoine culturel. Le diocèse de Wallis-et-Futuna compte une cathédrale, située à Mata Utu (Wallis), et une basilique dédiée à Pierre Chanel à Poi (Futuna).

#### Fêtes coutumières – le katoaga

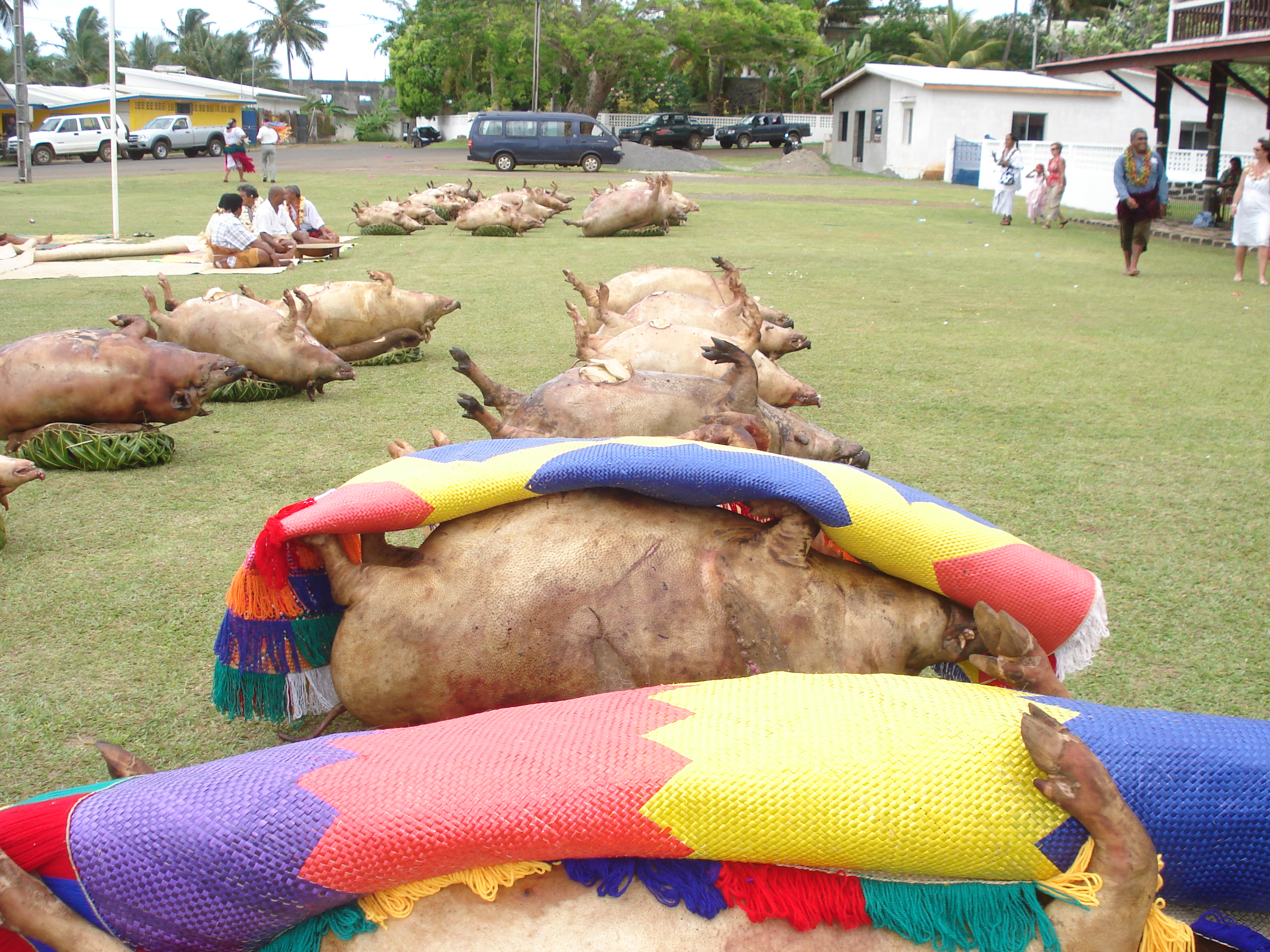
Cochons et nattes alignés devant le palais royal Sagato Soane à Matā'Utu lors d'un wls à Wallis en 2008.

Les fêtes coutumières sont très importantes à Wallis-et-Futuna. Lors des cérémonies, plusieurs cochons sont sacrifiés et offerts en offrande au Roi et à toute la chefferie, selon un protocole bien établi. À Wallis, ces cérémonies portent le nom de katoaga et sont profondément ancrées dans la culture wallisienne, rythmant la vie quotidienne : elles ont lieu lors d'une fête religieuse (les différents districts célèbrent leur saint patron chaque année), d'un événement familial ou des fêtes profanes comme le 14 juillet ou la fête du territoire le 29 juillet. Ces fêtes coutumières ont une origine ancienne et ont perduré tout au long de l'histoire du territoire : « il ne s'agit pas d'un folklore à l'usage des touristes, ni de la reconquête d'un patrimoine culturel pour retrouver une identité perdue ». Il s'agit d'un exemple de circulation des biens, selon une logique de don et contre-don similaire au potlach.

### Danses traditionnelles
Les danses font partie intégrante de la culture wallisienne et futunienne. Chaque année, le territoire organise des concours de danses traditionnelles, la plus connue étant le Soamako. On peut aussi voir lors de ces concours la danse du Niutao, du Kailao, du Eke, etc. La plupart du temps, ce sont des danses guerrières. Les textes des chants qui accompagnent les danses sont composés pour chaque fête ou grande occasion : le répertoire musical est donc régulièrement renouvelé. Une partie des danses sont réalisées debout, tandis que le reste des danses se font assis. Pour Raymond Mayer, « elles constituent un phénomène social qui dépasse la simple analyse musicale et esthétique ».

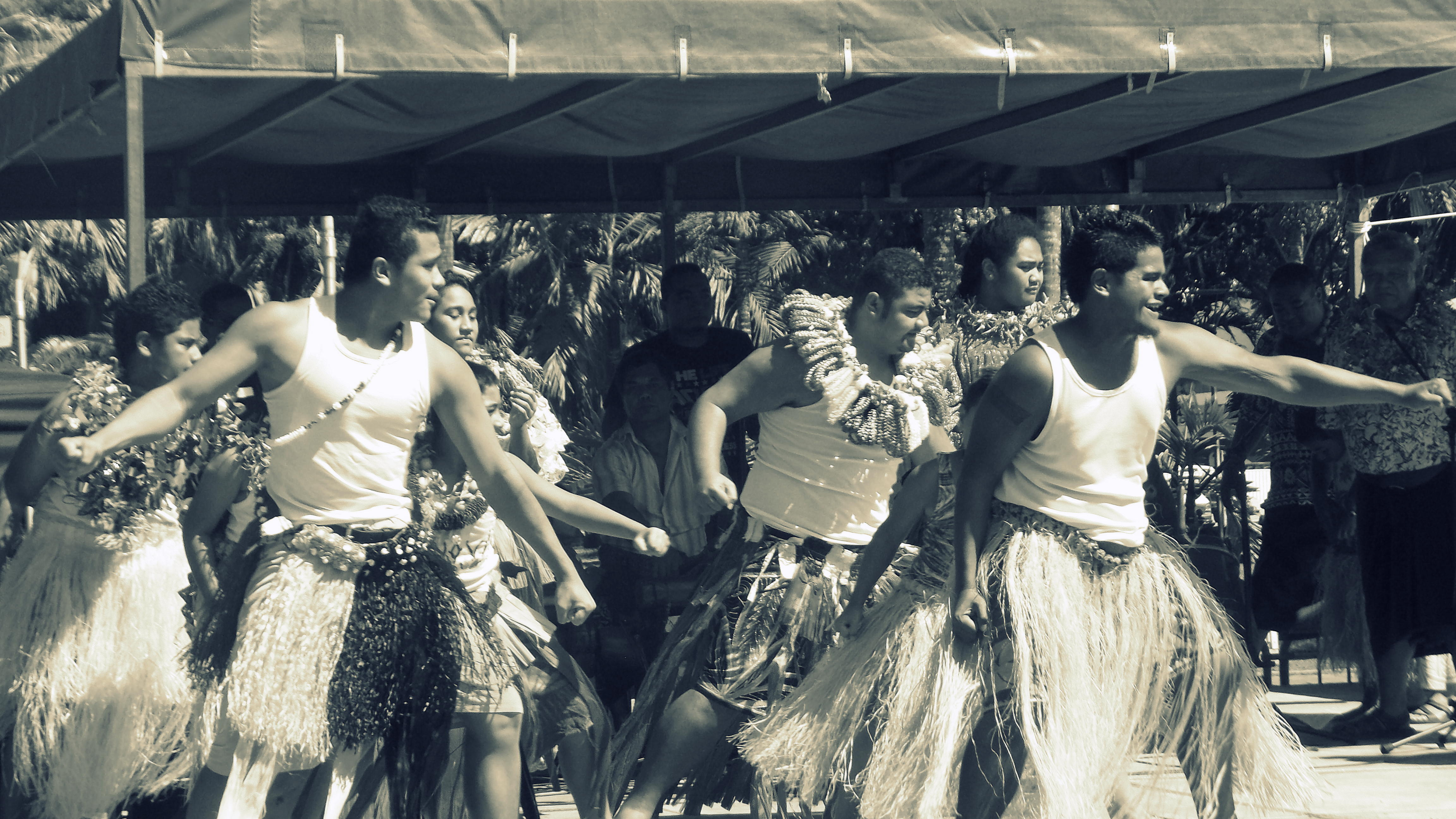
Danse wallisienne exécutée par des Wallisiens et Futuniens de Nouvelle-Calédonie à Nouméa.
- Une danse wallisienne (faka niutao), exécutée par des jeunes filles en 1943 (archives de la marine américaine).
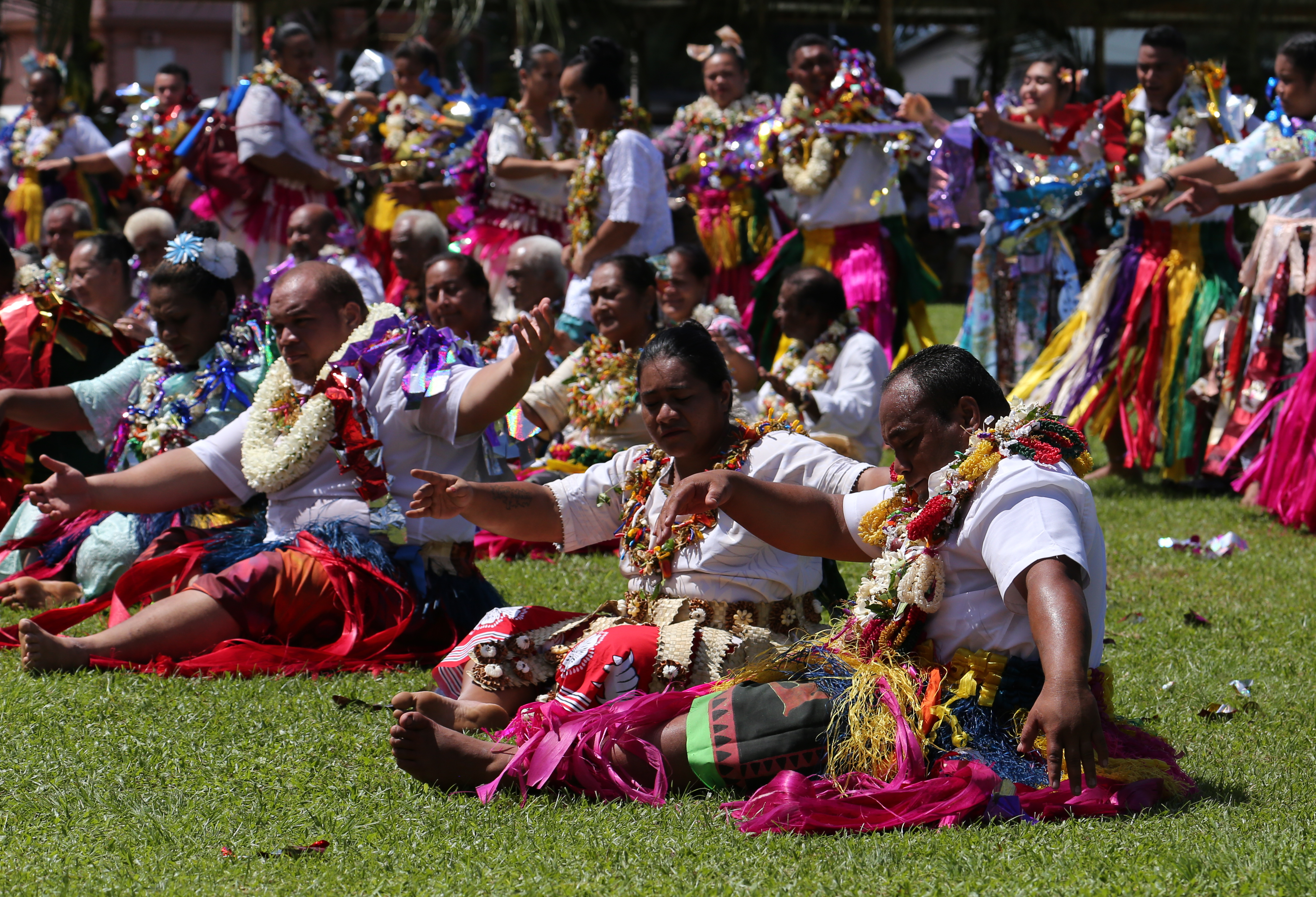
Danses lors de la fête de l'Assomption en 2019.
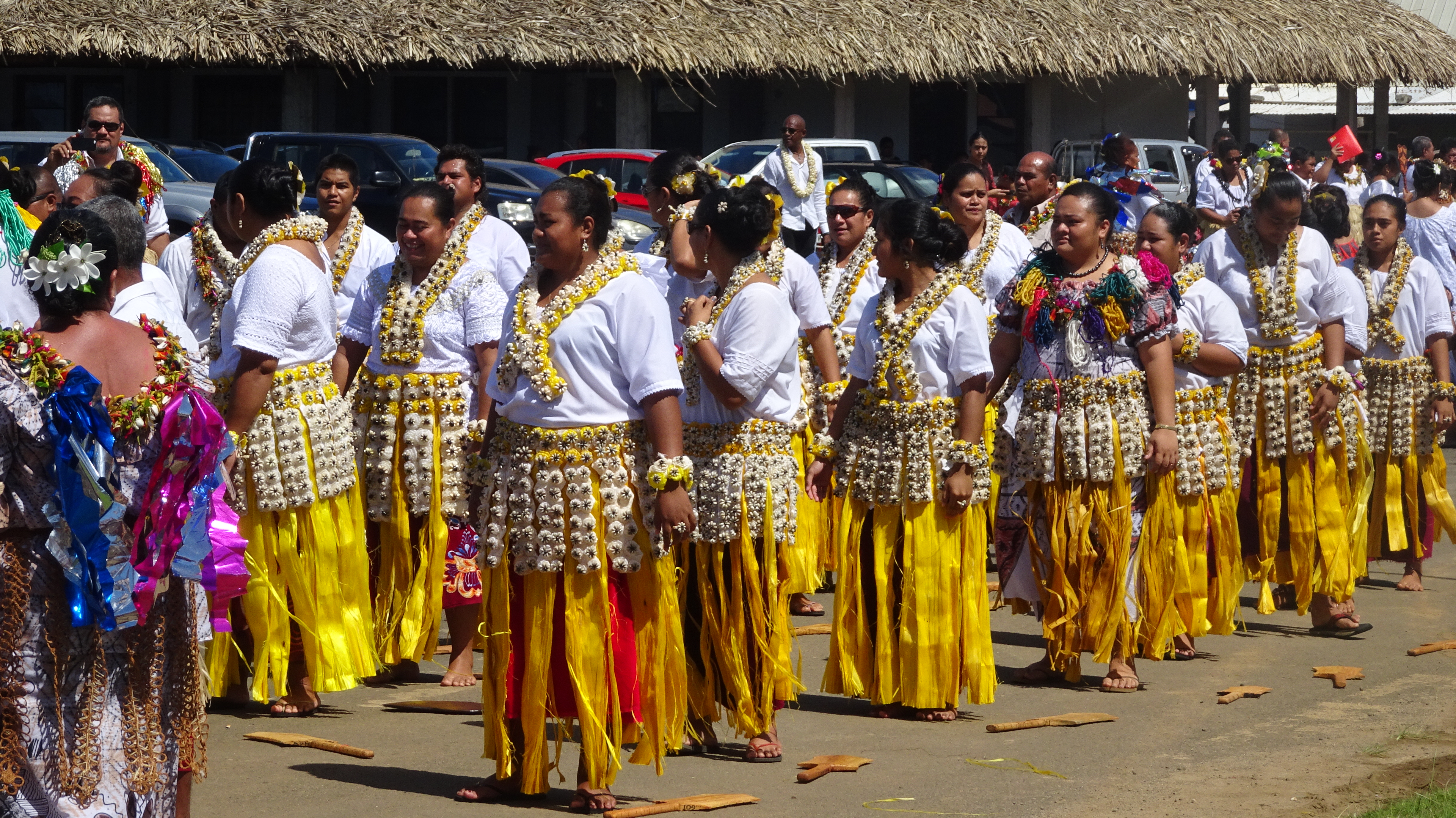
Groupe de danseurs du village d'Alele lors de la fête du territoire de 2017.

### Artisanat

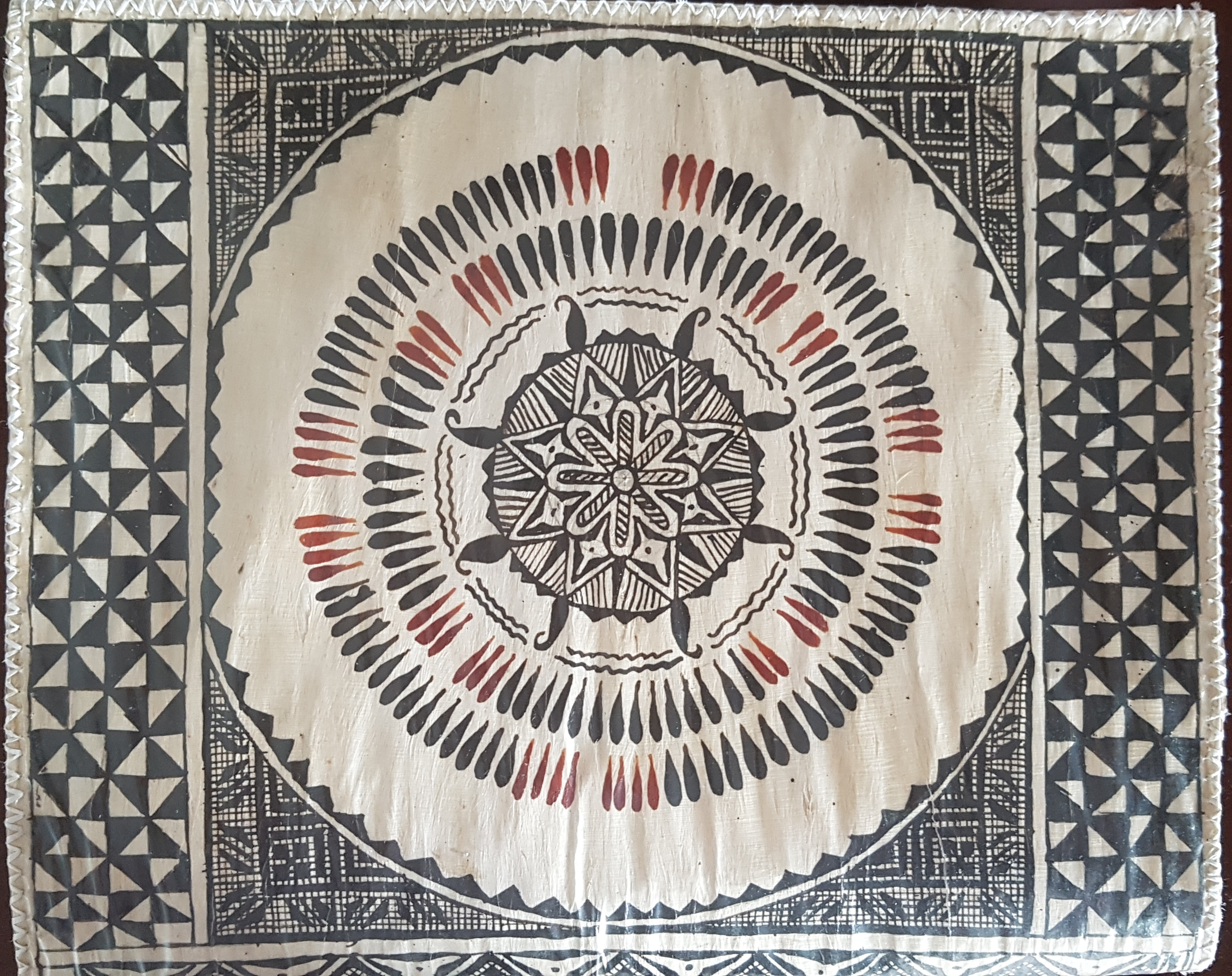
Tapa (tissu en écorce de mûrier) de Futuna, réalisé par Sapeta Moefana.

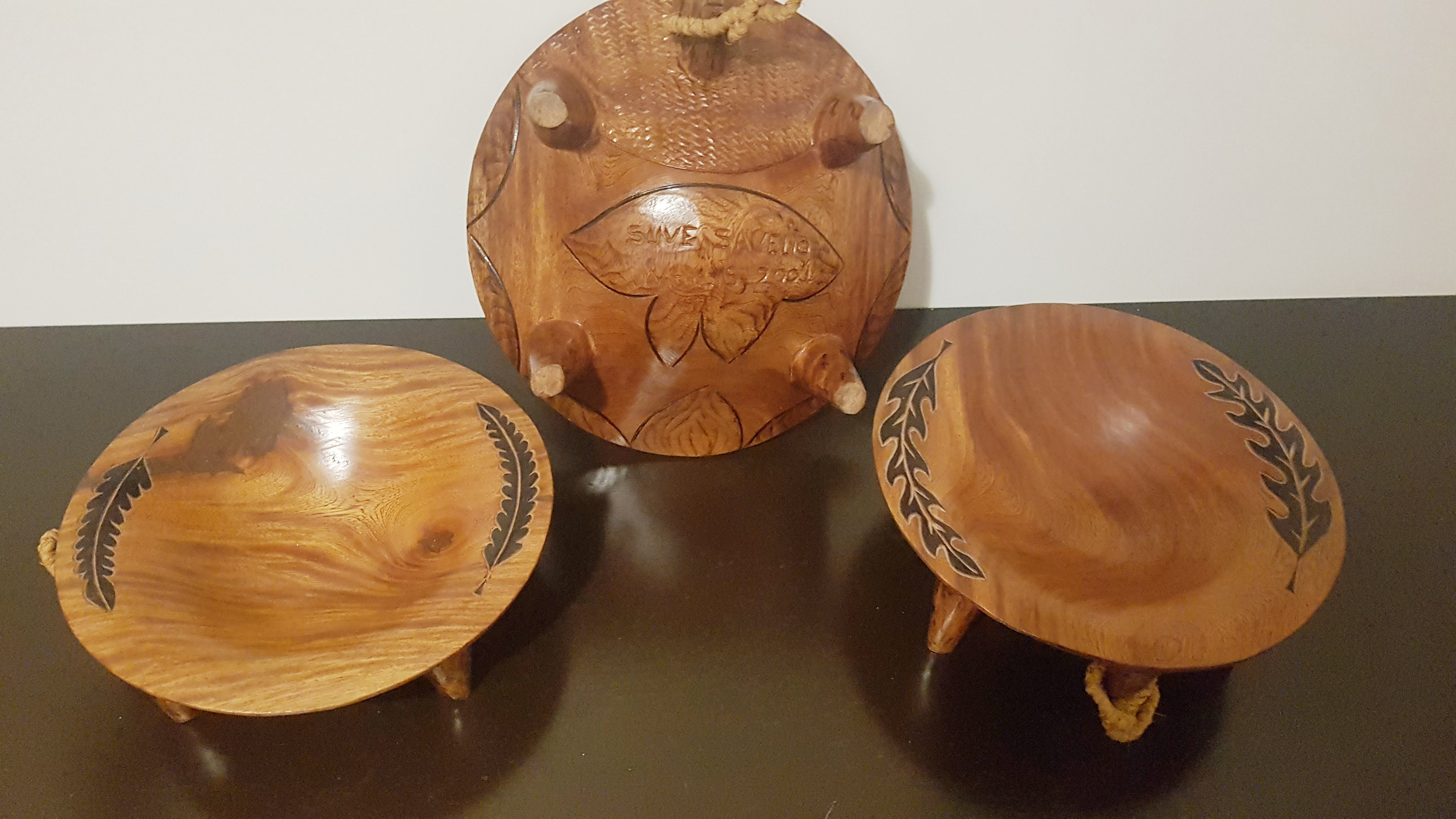
Des tano'a, récipients utilisés pour la distribution du kava, réalisés par Savelio Suve.

L'artisanat est très présent sur les deux îles. Quatre matériaux sont essentiellement utilisés :
- le bois (tel que le feta'u) est utilisé pour la réalisation de sculptures représentant la plupart du temps les animaux et la nature ;
- la noix de coco (niu en wallisien et en futunien) est très prisée pour son huile. Cette dernière est mélangée à d'autres fleurs comme la tiaré ou l'ylang-ylang pour la confection de l'huile parfumée locale. C'est l'équivalent du Mono'i ;
- les coquillages sont utilisés pour la confection de divers colliers et parures. En effet, les femmes, essentiellement, regroupées en associations locales, ramassent les coquillages sur le récif à marée basse et fabriquent avec ce matériau des colliers, des serre-tête et autres objets décoratifs[130] ;
- le Lafi est une fibre végétale. Elle est utilisée pour la confection des Siapo (sur Futuna) et gatu (sur Wallis), plus connu sous le nom de tapa. Ce dernier est présent sur de nombreuses îles du Pacifique. Cette fibre peut être décorative ou utilisée comme vêtement, notamment pour les mariages, ou en guise de linceul.

### Peinture
Artistiquement parlant, le territoire compte quelques artistes peintres, tels que Aloisio Pilioko, Soane Takaniua ou Rebecca Kulimoetoke. Plusieurs artistes wallisiens et futuniens vivent également en Nouvelle-Calédonie et en France métropolitaine.

### Poésie
Virginie Tafilagi est la seule poète wallisienne du territoire. Elle a participé à la rédaction de deux ouvrages collectifs : Sillage d'Océanie 2009 avec l'association des écrivains de Nouvelle-Calédonie et Outre-Mer : trois océans en poésie en 2011.

### Musique

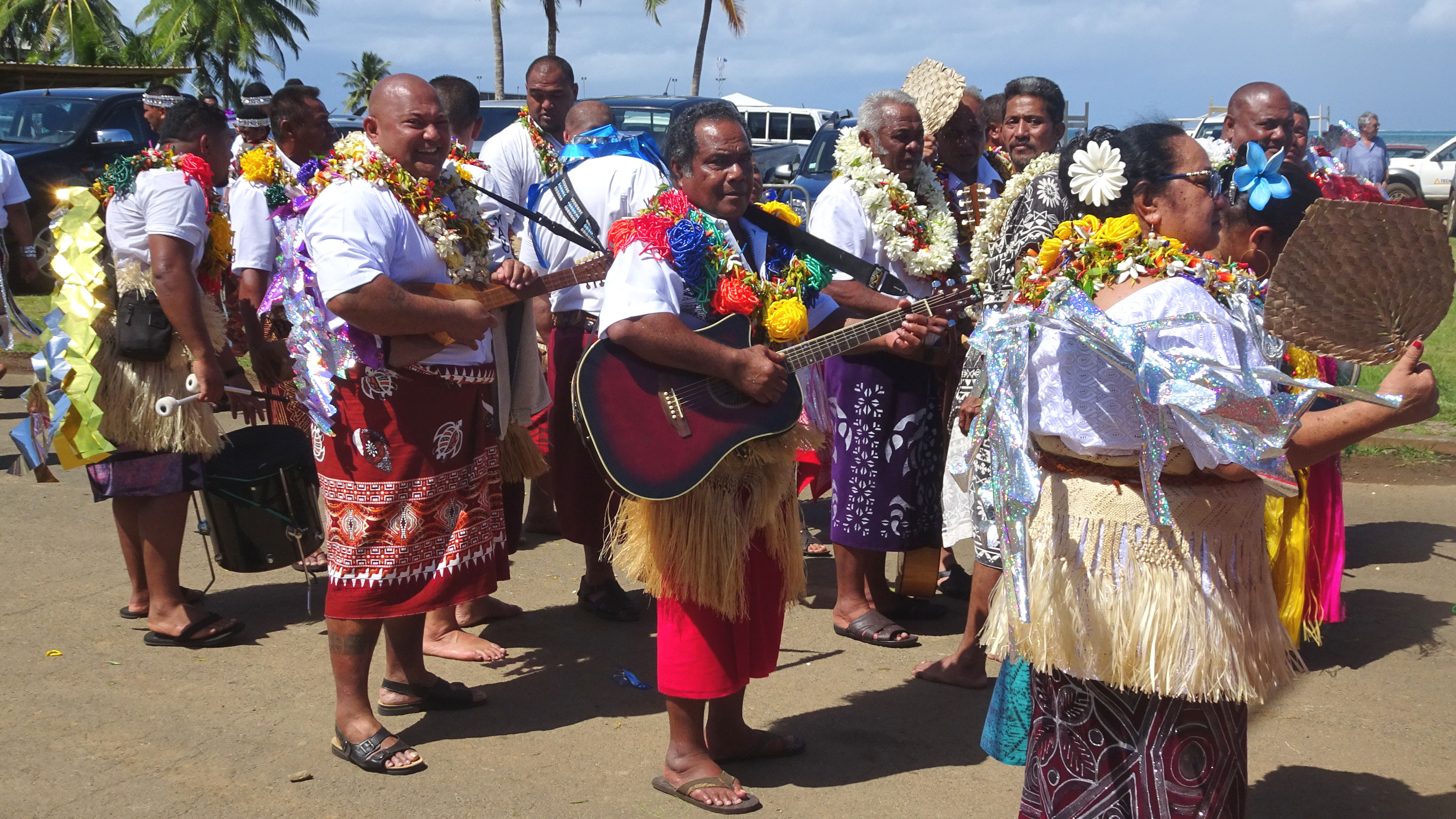
Un groupe de musique wallisienne, avec des chanteurs, et deux musiciens jouant de la guitare folk et du ukulélé.

Le territoire de Wallis-et-Futuna se caractérise par une production musicale importante, allant de la musique traditionnelle a cappella nommée Hua lau et accompagnée de percussions en bois, à de la variété, de la pop ou du reggae. La plupart des chansons sont composées en wallisien ou en futunien. Les artistes sont produits sur le territoire.
Le Hua lau désigne le chant traditionnel qui est chanté par le Lau qui est un groupe polyphonique. Ce dernier peut être mixte. Les chants abordent différents thèmes : les histoires d'amour, la guerre, les grands événements historiques, la mort, etc. L'une des caractéristiques musicales du territoire réside dans son traitement du décès dans ses chants. Les familles peuvent demander aux auteurs de composer des chants funèbres en mémoire de leurs morts.
Raymond Mayer note que « Le répertoire des chants wallisiens en effet n'est pas de type cumulatif, mais de type transitoire : les chants naissent, se connaissent, puis meurent - progressivement et définitivement - par oubli. Ce phénomène de déperdition, ou plus exactement d'effacement par remplacement, se lira concrètement dans les textes de chants funèbres »

### Cinéma
En 2015 est tourné le premier épisode de la série Foha Tau (les fils de la guerre). Initiée par la société Cinemata (l’œil du ciné), cette série est la première tournée entièrement en wallisien et raconte les contes et légendes du Pacifique sud avec une première saison de 3 épisodes, de 60 minutes chacun, diffusée en 2016 et 2017 sur les chaînes de télévision publique française Wallis-et-Futuna 1re et Nouvelle Calédonie 1re.
Sorti en 2016, le film de Sacha Wolff, Mercenaire, incluant des dialogues en wallisien, raconte le départ d'un jeune joueur de rugby wallisien pour la métropole.

### Blason et drapeaux

Drapeau officiel
Drapeau de la France

Drapeaux non-officiels
Armoiries de Wallis-et-Futuna.
Drapeau de Wallis-et-Futuna.
Royaume d'Uvea (sur Wallis).
Royaume d'Alo (sur Alofi et Futuna).
Royaume de Sigave (sur Futuna).

Tous les drapeaux sont non officiels car Wallis-et-Futuna étant collectivité d'outre-mer, elle utilise le drapeau français.